# XVI legislatura della Repubblica Italiana
La XVI Legislatura della Repubblica Italiana è stata in carica dal 29 aprile 2008 al 14 marzo 2013. Il 22 dicembre 2012 è stata sciolta dal Presidente della Repubblica a seguito delle dimissioni del Governo Monti, spianando la strada alle elezioni politiche del 2013. Il 29 aprile 2008 si è tenuta la riunione della prima seduta della Camera dei deputati e del Senato della Repubblica, come composti in seguito alle elezioni politiche del 13 e 14 aprile 2008, determinate dallo scioglimento delle Camere avvenuto il 6 febbraio 2008. È stata la prima legislatura del dopoguerra in cui non è stata presente né alla Camera né al Senato una rappresentanza dichiaratamente riconducibile al comunismo, per il mancato superamento della soglia di sbarramento prevista dalla legge Calderoli.

## Cronologia
Gli adempimenti parlamentari di inizio legislatura prevedono, per ogni Camera:
- costituzione dell'Ufficio di Presidenza provvisorio;
- costituzione della Giunta provvisoria per la verifica dei poteri;
- votazione per il Presidente.

La prima seduta del Senato è stata presieduta da Giulio Andreotti, in qualità di senatore più anziano (dopo le rinunce di Rita Levi-Montalcini e Oscar Luigi Scalfaro ad esercitare tale facoltà). La prima seduta della Camera è stata presieduta da Pierluigi Castagnetti, in qualità di Vicepresidente della precedente Legislatura avente la maggiore anzianità di elezione.
È stata costituita sia alla Camera che al Senato una speciale Commissione per l'esame di disegni di legge di conversione di decreti-legge.

## Governi
- Governo Berlusconi IV
  - Dall'8 maggio 2008 al 16 novembre 2011
  - Composizione del governo: PdL, LN, MpA, CN, PT, FdS, DC
  - Presidente del Consiglio dei ministri: Silvio Berlusconi (deputato, PdL)

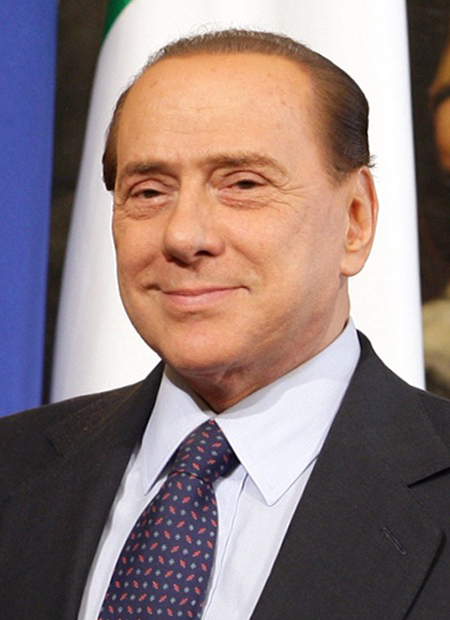
Silvio Berlusconi, Presidente del Consiglio dal 2008 al 2011.

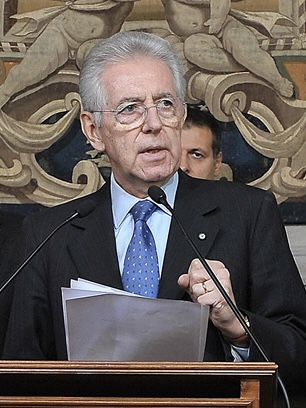
Mario Monti, Presidente del Consiglio dal 2011 al 2013.

- Governo Monti
  - Dal 16 novembre 2011 al 28 aprile 2013
  - Composizione del governo: Indipendenti (appoggio esterno di PdL, PD, UdC)
  - Presidente del Consiglio dei Ministri: Mario Monti (senatore a vita, Indipendente)

## Camera dei deputati

### Ufficio di presidenza

#### Presidente
Gianfranco Fini (FLpTP) - L'elezione è avvenuta il 30 aprile 2008.

#### Vicepresidenti
- Maurizio Lupi (PdL)
- Antonio Leone (PdL)
- Rosy Bindi (PD)
- Rocco Buttiglione (UdCpTP)

#### Questori
- Francesco Colucci (PdL)
- Antonio Mazzocchi (PdL)
- Gabriele Albonetti (PD)

#### Segretari
- Giuseppe Fallica (Misto-GS-PPA)
- Gregorio Fontana (PdL)
- Donato Lamorte (FLpTP)
- Lorena Milanato (PdL)
- Mimmo Lucà (PD)
- Renzo Lusetti (UdCpTP)
- Emilia Grazia De Biasi (PD)
- Gianpiero Bocci (PD)
- Silvana Mura (IdV)
- Giacomo Stucchi (LNP)
- Angelo Salvatore Lombardo (Misto-Aut-Alleati per il Sud)
- Michele Pisacane (PT)
- Guido Dussin (LNP)

### Capigruppo parlamentari
| Gruppo parlamentare | Gruppo parlamentare                | Presidente | Seggi     |
| ------------------- | ---------------------------------- | --- | --------- |
|                     | Partito Democratico                | Antonello Soro [fino al 17/11/2009] Dario Franceschini [dal 17/11/2009]                                           | 203 / 630 |
|                     | Popolo della Libertà               | Fabrizio Cicchitto                                                                                                | 202 / 630 |
|                     | Misto                              | Siegfried Brugger                                                                                                 | 71 / 630  |
|                     | Lega Nord Padania                  | Roberto Cota [fino al 26/04/2010] Marco Reguzzoni [dal 28/04/2010 al 26/01/2012] Gianpaolo Dozzo [dal 26/01/2012] | 58 / 630  |
|                     | Unione di Centro per il Terzo Polo | Pier Ferdinando Casini [fino al 26/04/2012] Gian Luca Galletti [dal 26/04/2012]                                   | 36 / 630  |
|                     | Futuro e Libertà per il Terzo Polo | Italo Bocchino [fino al 28/02/2011] Benedetto Della Vedova [dal 28/02/2011]                                       | 24 / 630  |
|                     | Popolo e Territorio                | Luciano Sardelli [fino al 30/06/2011] Silvano Moffa [dal 01/07/2011]                                              | 21 / 630  |
|                     | Italia dei Valori                  | Massimo Donadi [fino al 06/11/2012] Antonio Borghesi [dall'08/11/2012]                                            | 15 / 630  |

### Commissioni parlamentari
| #    | Commissione                                                     | Presidente                              | Presidente                                 |
| ---- | --------------------------------------------------------------- | --------------------------------------- | ------------------------------------------ |
| I    | Affari costituzionali, della Presidenza del consiglio e interni |                                         | Donato Bruno (PdL)                         |
| II   | Giustizia                                                       |                                         | Giulia Bongiorno (FLpTP)                   |
| III  | Affari esteri e comunitari                                      |                                         | Stefano Stefani (LNP)                      |
| IV   | Difesa                                                          |                                         | Edmondo Cirielli (PdL)                     |
| V    | Bilancio, tesoro e programmazione                               |                                         | Giancarlo Giorgetti (LNP)                  |
| VI   | Finanze                                                         |                                         | Gianfranco Conte (PdL)                     |
| VII  | Cultura, scienza e istruzione                                   |                                         | Valentina Aprea (PdL) [fino al 03/04/2012] |
| VII  | Cultura, scienza e istruzione                                   | Manuela Ghizzoni (PD) [dal 30/05/2012]  |                                            |
| VIII | Ambiente, territorio e lavori pubblici                          |                                         | Angelo Alessandri (Misto-NI)               |
| IX   | Trasporti, poste e telecomunicazioni                            |                                         | Mario Valducci (PdL)                       |
| X    | Attività produttive, commercio e turismo                        |                                         | Andrea Gibelli (LNP) [fino al 18/05/2010]  |
| X    | Attività produttive, commercio e turismo                        | Manuela Dal Lago (LNP) [dal 26/05/2010] |                                            |
| XI   | Lavoro pubblico e privato                                       |                                         | Stefano Saglia (PdL) [fino al 30/04/2009]  |
| XI   | Lavoro pubblico e privato                                       | Silvano Moffa (PT) [dal 14/05/2009]     |                                            |
| XII  | Affari sociali                                                  |                                         | Giuseppe Palumbo (PdL)                     |
| XIII | Agricoltura                                                     |                                         | Paolo Russo (PdL)                          |
| XIV  | Politiche dell'Unione europea                                   |                                         | Mario Pescante (PdL)                       |

### Riepilogo della composizione
| Gruppo parlamentare alla Camera dei deputati | Gruppo parlamentare alla Camera dei deputati | Gruppo parlamentare alla Camera dei deputati | Gruppo parlamentare alla Camera dei deputati | Inizio legislatura | 2008 | 2009 | 2010 | 2011 | 2012 | Fine legislatura |
| -------------------------------------------- | --- | --- | --- | ------------------ | ---- | ---- | ---- | ---- | ---- | ---------------- |
|                                              | Partito Democratico (PD) | Partito Democratico (PD) | Partito Democratico (PD) | 217                | 218  | 209  | 206  | 206  | 204  | 203              |
|                                              | Popolo della Libertà (PdL) | Popolo della Libertà (PdL) | Popolo della Libertà (PdL) | 275                | 272  | 270  | 235  | 212  | 205  | 202              |
|                                              | Lega Nord Padania (LNP) | Lega Nord Padania (LNP) | Lega Nord Padania (LNP) | 60                 | 60   | 60   | 59   | 59   | 58   | 58               |
|                                              | Unione di Centro per il Terzo Polo (UdCpTP) | Unione di Centro per il Terzo Polo (UdCpTP) | Unione di Centro per il Terzo Polo (UdCpTP) | 35                 | 34   | 36   | 35   | 38   | 37   | 36               |
|                                              | Futuro e Libertà per il Terzo Polo (FLpTP) | Futuro e Libertà per il Terzo Polo (FLpTP) | Futuro e Libertà per il Terzo Polo (FLpTP) | —                  | —    | —    | 32   | 25   | 25   | 24               |
|                                              | Popolo e Territorio (Noi Sud-Libertà ed Autonomia, Popolari d'Italia Domani-PID, Movimento di Responsabilità Nazionale-MRN, Azione Popolare, Alleanza di Centro-AdC, Intesa Popolare) (PT) | Popolo e Territorio (Noi Sud-Libertà ed Autonomia, Popolari d'Italia Domani-PID, Movimento di Responsabilità Nazionale-MRN, Azione Popolare, Alleanza di Centro-AdC, Intesa Popolare) (PT) | Popolo e Territorio (Noi Sud-Libertà ed Autonomia, Popolari d'Italia Domani-PID, Movimento di Responsabilità Nazionale-MRN, Azione Popolare, Alleanza di Centro-AdC, Intesa Popolare) (PT) | —                  | —    | —    | —    | 23   | 20   | 21               |
|                                              | Italia dei Valori (IdV) | Italia dei Valori (IdV) | Italia dei Valori (IdV) | 29                 | 28   | 24   | 22   | 21   | 16   | 15               |
|                                              | Gruppo misto | | Non iscritti | 3                  | 3    | 14   | 9    | 14   | 13   | 18               |
|                                              | Gruppo misto | Grande Sud-PPA (GS-PPA) | — | —                  | —    | —    | —    | 10   | 10   |                  |
|                                              | Gruppo misto | Italia Libera - Popolari Italiani - Popolari per l'Europa - Liberali per l'Italia - Partito Liberale Italiano (IL-PI-PpE-LpI-PLI)                                                          | — | —                  | —    | —    | 5    | 10   | 10   |                  |
|                                              | Gruppo misto | Diritti e Libertà (DL) | — | —                  | —    | —    | —    | 4    | 5    |                  |
|                                              | Gruppo misto | Movimento per le Autonomie - Alleati per il Sud (MpA-ApS) | 8 | 8                  | 8    | 5    | 4    | 4    | 4    |                  |
|                                              | Gruppo misto | Centro Democratico (CD) | — | —                  | —    | 6    | 6    | 4    | 4    |                  |
|                                              | Gruppo misto | Repubblicani - Azionisti (Rep.-Az.) | — | —                  | —    | —    | 3    | 4    | 4    |                  |
|                                              | Gruppo misto | Fareitalia per la Costituente Popolare (Fareitalia) | — | —                  | —    | —    | 4    | 4    | 4    |                  |
|                                              | Gruppo misto | Minoranze linguistiche (Min. Ling.) | 3 | 3                  | 3    | 3    | 3    | 3    | 3    |                  |
|                                              | Gruppo misto | Liberal Democratici - MAIE (Lib.Dem.-MAIE) | — | 4                  | 3    | 3    | 3    | 3    | 3    |                  |
|                                              | Gruppo misto | Autonomia Sud - Lega Sud Ausonia - Popoli Sovrani d'Europa (AS-LSA-PSE) | — | —                  | —    | —    | 3    | 3    | 3    |                  |
|                                              | Gruppo misto | Iniziativa Liberale (IL) | — | —                  | —    | —    | —    | 3    | 3    |                  |
|                                              | Gruppo misto | Repubblicani, Azionisti, Alleanza di Centro (Rep. Az. AdC) | — | —                  | 3    | 3    | —    | —    | —    |                  |
|                                              | Gruppo misto | Noi Sud Libertà e Autonomia, I Popolari di Italia Domani (NSLA-PID) | — | —                  | —    | 12   | —    | —    | —    |                  |
|                                              | Gruppo misto | Noi Sud Libertà e Autonomia - Partito Liberale Italiano (NSLA-PLI) | — | —                  | —    | —    | —    | —    | —    |                  |
|                                              | Gruppo misto | Noi Sud/Lega Sud Ausonia (NS/LSA) | — | —                  | —    | —    | —    | —    | —    |                  |
| Totale Gruppo misto                          | Totale Gruppo misto | 14 | 18 | 31                 | 41   | 45   | 65   | 71   |      |                  |
| Totale                                       | Totale | Totale | Totale | 630                | 630  | 630  | 630  | 629  | 630  | 630              |

#### Modifiche nella composizione dei gruppi parlamentari
1. ↑  Un deputato aderisce al gruppo PD durante il 2008. Abbandonando il gruppo IdV: Jean-Léonard Touadi il 15 luglio.
2. ↑  Nove deputati abbandonano il gruppo PD durante il 2009. Aderiscono al gruppo Misto-NI: Lorenzo Ria il 6 aprile, Antonio Gaglione il 5 ottobre, Massimo Calearo Ciman il 5 novembre, Linda Lanzillotta e Gianni Vernetti il 10 novembre, Marco Calgaro e Donato Renato Mosella l'11 novembre, Bruno Cesario il 23 novembre. Aderisce al gruppo UdC: Pierluigi Mantini il 27 marzo.
3. ↑  Tre deputati abbandonano il gruppo PD durante il 2010. Aderiscono al gruppo UdC: Enzo Carra e Renzo Lusetti il 14 gennaio, Paola Binetti il 15 febbraio.
4. ↑  Due deputati del gruppo PD cessano dal mandato parlamentare durante il 2011: Franco Ceccuzzi il 7 giugno, lo stesso giorno è sostituito da Tea Albini; Piero Fassino il 19 luglio, il giorno successivo è sostituito da Francesca Cilluffo.
5. ↑  Una deputata abbandona il gruppo PD durante il 2012. Aderisce al gruppo Misto-NI: Maria Grazia Laganà l'8 ottobre. Cinque deputati del gruppo PD cessano dal mandato parlamentare durante il 2012: Luigi Nicolais il 23 febbraio, il 25 febbraio è sostituito da Giuseppe Ossorio che aderisce al gruppo Misto-NI; Antonello Soro il 7 giugno, lo stesso giorno è sostituito da Marilena Parenti; Pietro Tidei il 13 giugno, il 15 giugno è sostituito da Mario Adinolfi; Marilena Parenti il 7 agosto, lo stesso giorno è sostituita da Ezio Zani; Giovanna Melandri il 13 novembre, lo stesso giorno è sostituita da Giovanni Lorenzo Forcieri. Un deputato del gruppo PD decede durante il 2012: Massimo Vannucci il 5 ottobre, il 9 ottobre è sostituito da Francesco Verducci.
6. ↑  Un deputato abbandona il gruppo PD durante il 2013. Aderisce al gruppo Misto-NI: Alessandro Maran l'11 gennaio
7. ↑  Tre deputati abbandonano il gruppo PdL durante il 2008. Aderiscono al gruppo Misto-NI: Daniela Melchiorre e Italo Tanoni il 9 giugno, Giorgio La Malfa il 2 settembre. Un deputato del gruppo PdL cessa dal mandato parlamentare durante il 2008: Gianni Alemanno il 10 giugno, il giorno successivo è sostituito da Annagrazia Calabria.
8. ↑  Due deputati abbandonano il gruppo PdL durante il 2009. Aderisce al gruppo Misto-NI: Paolo Guzzanti il 2 febbraio. Aderisce al gruppo UdC: Gabriella Mondello il 29 luglio. Un deputato del gruppo PdL decede durante il 2009: Gaspare Giudice il 28 aprile, il 30 aprile è sostituito da Giacomo Terranova.
9. ↑  Tre deputati aderiscono al gruppo PdL durante il 2010. Abbandonando il gruppo FLI: Souad Sbai il 27 settembre, Giuseppe Angeli il 17 novembre. Abbandonando il gruppo Misto-Rep. Reg. Pop.: Mario Baccini il 26 maggio.

Due deputati subentranti aderiscono al gruppo PdL durante il 2010: Giorgio Conte il 10 giugno, in sostituzione di Elisabetta Gardini del gruppo Misto-NI; Deodato Scanderebech il 3 agosto, in sostituzione di Michele Vietti del gruppo UdC.

Trentanove deputati abbandonano il gruppo PdL durante il 2010. Aderiscono al gruppo FLI: Giuseppe Angeli, Luca Barbareschi, Claudio Barbaro, Luca Bellotti, Italo Bocchino, Giulia Bongiorno, Carmelo Briguglio, Antonio Buonfiglio, Giuseppe Consolo, Giorgio Conte, Giulia Cosenza, Benedetto Della Vedova, Aldo Di Biagio, Francesco Divella, Fabio Granata, Donato Lamorte, Antonino Lo Presti, Roberto Menia, Silvano Moffa, Angela Napoli, Gianfranco Paglia, Carmine Santo Patarino, Flavia Perina, Catia Polidori, Francesco Proietti Cosimi, Enzo Raisi, Andrea Ronchi, Alessandro Ruben, Souad Sbai, Giuseppe Scalia, Maria Grazia Siliquini, Mirko Tremaglia e Adolfo Urso il 30 luglio, Chiara Moroni il 7 settembre, Gianfranco Fini l'8 settembre, Giampiero Catone il 23 settembre, Roberto Rosso e Daniele Toto il 4 novembre. Aderisce al gruppo UdC: Deodato Scanderebech il 23 settembre. Quattro deputati del gruppo PdL cessano dal mandato parlamentare durante il 2010: Stefano Caldoro il 27 maggio, lo stesso giorno è sostituito da Vincenzo D'Anna; Marino Zorzato il 1º giugno, lo stesso giorno è sostituito da Elisabetta Gardini che aderisce al gruppo Misto-NI; Marcello Taglialatela il 22 settembre, lo stesso giorno è sostituito da Domenico De Siano, il quale a sua volta cessa dal mandato il 15 dicembre e lo stesso giorno è sostituito da Luigi Muro.
10. ↑  Quattro deputati aderiscono al gruppo PdL durante il 2011. Abbandonando il gruppo FLI: Roberto Rosso il 21 febbraio, Luca Bellotti il 22 febbraio, Giulia Cosenza il 24 marzo. Abbandonando il gruppo PT: Carlo Nola il 22 dicembre. Ventisei deputati abbandonano il gruppo PdL durante il 2011. Aderiscono al gruppo IR: Vincenzo D'Anna e Mario Pepe il 20 gennaio, Giancarlo Lehner, Giovanni Mottola, Andrea Orsini, Maria Elena Stasi e Vincenzo Taddei il 18 febbraio, Gerardo Soglia il 21 febbraio, Carlo Nola il 25 febbraio. Aderiscono al gruppo Misto-NI: Giuseppe Fallica, Ugo Grimaldi, Maurizio Iapicca, Gianfranco Miccichè, Marco Pugliese, Francesco Stagno d'Alcontres e Giacomo Terranova il 4 agosto, Giancarlo Pittelli il 7 settembre, Santo Versace il 29 settembre, Roberto Antonione, Fabio Gava e Giustina Mistrello Destro il 10 novembre, Stefania Craxi il 16 dicembre. Aderiscono al gruppo UdC/UdCpTP: Alessio Bonciani e Ida D'Ippolito Vitale il 3 novembre, Gabriella Carlucci il 7 novembre. Aderiscono al gruppo FLI: Luigi Muro il 22 marzo. Quattro deputati del gruppo PdL cessano dal mandato parlamentare durante il 2011: Giuseppe Vegas il 10 gennaio, lo stesso giorno è sostituito da Valerio Cattaneo, il quale a sua volta cessa dal mandato l'8 marzo e lo stesso giorno è sostituito da Marco Botta, il quale a sua volta cessa dal mandato il 18 maggio e lo stesso giorno è sostituito da Roberto Marmo che aderisce al gruppo PT; Nicolò Cristaldi il 16 dicembre, lo stesso giorno è sostituito da Giampiero Cannella. Un senatore del gruppo PdL decede durante il 2011: Pietro Franzoso il 4 novembre, il 7 novembre è sostituito da Luca d'Alessandro.
11. ↑  Un deputato aderisce al gruppo PdL durante il 2012. Abbandonando il gruppo PT: Giuseppe Gianni il 19 novembre. Sette deputati abbandonano il gruppo PdL durante il 2012. Aderiscono al gruppo Misto-NI: Giorgio Stracquadanio il 16 luglio, Isabella Bertolini, Gaetano Pecorella, Franco Stradella e Roberto Tortoli il 22 novembre, Lino Miserotti il 12 dicembre. Aderisce al gruppo FLpTP: Daniele Galli il 29 febbraio. Sette deputati del gruppo PdL cessano dal mandato parlamentare durante il 2012: Marco Zacchera l'11 gennaio, lo stesso giorno è sostituito da Daniele Galli; Giulio Marini il 17 gennaio, il 19 gennaio è sostituito da Angelo Santori che aderisce al gruppo Misto-NI; Adriano Paroli il 17 gennaio, il giorno successivo è sostituito da Antonio Giuseppe Maria Verro, il quale a sua volta cessa dal mandato il 1º febbraio e il giorno successivo è sostituito da Marco Airaghi, il quale a sua volta cessa dal mandato il 4 aprile e lo stesso giorno è sostituito da Lino Miserotti; Valentina Aprea il 3 aprile, lo stesso giorno è sostituita da Simone Crolla; Antonino Salvatore Germanà il 7 dicembre, lo stesso giorno è sostituito da Pier Paolo Pizzimbone.
12. ↑  Un deputato abbandona il gruppo PdL durante il 2013. Aderisce al gruppo Misto-NI: Giuliano Cazzola l'8 gennaio. Due deputati del gruppo PdL cessano dal mandato parlamentare durante il 2013: Giuseppe Gianni il 22 gennaio, lo stesso giorno è sostituito da Domenico Sudano che aderisce al gruppo PT; Vincenzo Fontana e il 22 gennaio, il 24 gennaio è sostituito da Eugenio Randi che aderisce al gruppo Misto-NI.
13. ↑  Un deputato del gruppo LNP cessa dal mandato parlamentare durante il 2009: Matteo Salvini il 13 luglio, lo stesso giorno è sostituito da Marco Desiderati.
14. ↑  Sei deputati del gruppo LNP cessano dal mandato parlamentare durante il 2010: Elena Maccanti l'11 maggio, lo stesso giorno è sostituita da Davide Cavallotto; Andrea Gibelli il 18 maggio, lo stesso giorno è sostituito da Marco Maggioni; Edoardo Rixi l'8 giugno, lo stesso giorno è sostituito da Gian Carlo Di Vizia; Roberto Cota il 17 giugno, lo stesso giorno è sostituito da Maurizio Grassano che aderisce al gruppo Misto-NI; Matteo Brigandì il 30 luglio, lo stesso giorno è sostituito da Roberto Zaffini, il quale a sua volta cessa dal mandato il 19 ottobre e lo stesso giorno è sostituito da Eraldo Isidori. Un deputato del gruppo LNP decede durante il 2010: Maurizio Balocchi il 15 febbraio, il giorno successivo è sostituito da Edoardo Rixi.
15. ↑  Due deputati del gruppo LNP cessano dal mandato parlamentare durante il 2011: Luciano Dussin il 14 dicembre, il giorno successivo è sostituito da Sabina Fabi; Ettore Pietro Pirovano il 21 dicembre, lo stesso giorno è sostituito da Fabio Meroni.
16. ↑  Un deputato abbandona il gruppo LNP durante il 2012. Aderisce al gruppo Misto-NI: Angelo Alessandri il 12 novembre.
17. ↑  Un deputato abbandona il gruppo UDC durante il 2008. Aderisce al gruppo Misto-NI: Francesco Pionati il 27 novembre.
18. ↑  Tre deputati aderiscono al gruppo UdC durante il 2009. Abbandonando il gruppo PD: Pierluigi Mantini il 27 marzo. Abbandonando il gruppo PdL: Gabriella Mondello il 29 luglio. Abbandonando il gruppo Misto-NI: Lorenzo Ria il 21 settembre. Un deputato abbandona il gruppo UdC durante il 2009. Aderisce al gruppo Misto-NI: Bruno Tabacci il 10 novembre. Due deputati del gruppo UdC cessano dal mandato parlamentare durante il 2009: Giorgio Oppi il 12 maggio, lo stesso giorno è sostituito da Sergio Milia, il quale a sua volta cessa dal mandato il 9 giugno e lo stesso giorno è sostituito da Antonio Mereu.
19. ↑  Cinque deputati aderiscono al gruppo UdC durante il 2010. Abbandonando il gruppo PD: Enzo Carra e Renzo Lusetti il 14 gennaio, Paola Binetti il 15 febbraio. Abbandonando il gruppo Misto-Lib.Dem.-MAIE: Ricardo Merlo il 14 settembre. Abbandonando il gruppo PdL: Deodato Scanderebech il 23 settembre. Un deputato subentrante aderisce al gruppo UdC durante il 2010: Pietro Marcazzan il 16 settembre, in sostituzione di Anna Teresa Formisano per la circoscrizione Lombardia 3.  Cinque deputati abbandonano il gruppo UdC durante il 2010. Aderiscono al gruppo Misto-NI: Michele Pisacane il 27 settembre, Giuseppe Drago, Calogero Mannino, Francesco Saverio Romano e Giuseppe Ruvolo il 28 settembre. Due deputati del gruppo UdC cessano dal mandato parlamentare durante il 2010: Michele Vietti il 3 agosto, lo stesso giorno è sostituito da Donato Scanderebech che aderisce al gruppo PdL; Luciano Ciocchetti il 15 settembre, lo stesso giorno è sostituito da Anna Teresa Formisano per la circoscrizione Lazio 2.
20. ↑  Quattro deputati aderiscono al gruppo UdC/UdCpTP durante il 2011. Abbandonando il gruppo PdL: Alessio Bonciani e Ida D'Ippolito Vitale il 3 novembre, Gabriella Carlucci il 7 novembre. Abbandonando il gruppo Misto-ApI: Marco Calgaro il 29 marzo. Un deputato abbandona il gruppo UdCpTP durante il 2011. Aderisce al gruppo FLpTP: Deodato Scanderebech il 27 settembre.
21. ↑  Un deputato abbandona il gruppo UdCpTP durante il 2012. Aderisce al gruppo Misto-NI: Lorenzo Ria il 5 novembre.
22. ↑  Un deputato abbandona il gruppo UdCpTP durante il 2013. Adersice al gruppo Misto-NI: Savino Pezzotta il 17 gennaio.
23. ↑  Trentotto deputati aderiscono al gruppo FLI durante il 2010. Abbandonando il gruppo PdL: Giuseppe Angeli, Luca Barbareschi, Claudio Barbaro, Luca Bellotti, Italo Bocchino, Giulia Bongiorno, Carmelo Briguglio, Antonio Buonfiglio, Giuseppe Consolo, Giorgio Conte, Giulia Cosenza, Benedetto Della Vedova, Aldo Di Biagio, Francesco Divella, Fabio Granata, Donato Lamorte, Antonino Lo Presti, Roberto Menia, Silvano Moffa, Angela Napoli, Gianfranco Paglia, Carmine Santo Patarino, Flavia Perina, Catia Polidori, Francesco Proietti Cosimi, Enzo Raisi, Andrea Ronchi, Alessandro Ruben, Souad Sbai, Giuseppe Scalia, Maria Grazia Siliquini, Mirko Tremaglia e Adolfo Urso il 30 luglio, Chiara Moroni il 7 settembre, Gianfranco Fini l'8 settembre, Giampiero Catone il 23 settembre, Roberto Rosso e Daniele Toto il 4 novembre. Sei deputati abbandonano il gruppo FLI durante il 2010. Aderiscono al gruppo Misto-NI: Silvano Moffa e Catia Polidori il 14 dicembre, Giampiero Catone e Maria Grazia Siliquini il 15 dicembre. Aderiscono al gruppo PdL: Souad Sbai il 27 settembre, Giuseppe Angeli il 17 novembre.
24. ↑  Due deputati aderiscono al gruppo FLI/FLpTP durante il 2011. Abbandonando il gruppo PdL: Luigi Muro il 22 marzo. Abbandonando il gruppo UDCPTP: Deodato Scanderebech il 27 settembre. Otto deputati abbandonano il gruppo FLI/FLpTP durante il 2011. Aderiscono al gruppo Misto-NI: Luca Barbareschi il 21 febbraio, Andrea Ronchi, Giuseppe Scalia e Adolfo Urso il 15 luglio, Antonio Buonfiglio il 3 novembre. Aderiscono al gruppo PdL: Roberto Rosso il 21 febbraio, Luca Bellotti il 22 febbraio, Giulia Cosenza il 24 marzo. Un deputato del gruppo FLpTP decede durante il 2011: Mirko Tremaglia il 30 dicembre, il 12 gennaio 2012 è sostituito da Luigi Fabbri che aderisce al gruppo Misto-CD.
25. ↑  Un deputato aderisce al gruppo FLpTP durante il 2012. Abbandonando il gruppo PdL: Daniele Galli il 29 febbraio.

Un deputato del gruppo FLpTP cessa dal mandato parlamentare durante il 2012: Antonino Lo Presti il 19 dicembre, il giorno successivo è sostituito da Francesco Paolo Lucchese che aderisce al gruppo Misto-MpA-Aps.
26. ↑  Una deputata abbandona il gruppo FLpTP durante il 2013. Aderisce al gruppo Misto-NI: Angela Napoli il 16 gennaio.
27. ↑  Trenta deputati aderiscono al gruppo IR/PT durante il 2011. Abbandonando il gruppo Misto NSLA: Elio Vittorio Belcastro, Giuseppe Gianni, Arturo Iannaccone, Antonio Milo, Michele Pisacane, Americo Porfidia, Antonio Razzi, Francesco Saverio Romano, Giuseppe Ruvolo e Luciano Sardelli il 20 gennaio.  Abbandonando il gruppo Misto-NI: Massimo Calearo Ciman, Giampiero Catone, Bruno Cesario, Silvano Moffa, Catia Polidori, Domenico Scilipoti e Maria Grazia Siliquini il 20 gennaio, Paolo Guzzanti il 17 febbraio, Antonio Milo il 22 giugno. Abbandonando il gruppo PdL: Vincenzo D'Anna e Mario Pepe il 20 gennaio, Giancarlo Lehner, Giovanni Mottola, Andrea Orsini, Maria Elena Stasi e Vincenzo Taddei il 18 febbraio, Gerardo Soglia il 21 febbraio, Carlo Nola il 25 febbraio. Abbandonando il gruppo Misto-Lib.Dem.-MAIE: Maurizio Grassano il 20 gennaio. Abbandonando il gruppo Misto-Rep. Az. AdC: Francesco Pionati il 20 gennaio.  Un deputato subentrante aderisce al gruppo IR durante il 2011: Roberto Marmo il 18 maggio, in sostituzione di Marco Botta del gruppo PdL. Otto deputati abbandonano il gruppo IR/PT durante il 2011. Aderiscono al gruppo Misto-NI: Antonio Milo il 16 giugno, Mario Pepe il 20 giugno, Luciano Sardelli il 15 ottobre, Elio Vittorio Belcastro, Arturo Iannaccone e Americo Porfidia il 3 novembre, Gerardo Soglia il 12 novembre. Aderisce al gruppo PdL: Carlo Nola il 22 dicembre.
28. ↑  Tre deputati abbandonano il gruppo PT durante il 2012. Aderiscono al gruppo Misto-NI: Maurizio Grassano e Paolo Guzzanti il 16 maggio. Aderisce al gruppo PdL: Giuseppe Gianni il 19 novembre.
29. ↑  Un deputato subentrante aderisce al gruppo PT durante il 2013: Domenico Sudano il 22 gennaio, in sostituzione di Giuseppe Gianni del gruppo PdL.
30. ↑  Un deputato abbandona il gruppo IdV durante il 2008. Aderisce al gruppo PD: Jean-Léonard Touadi il 15 luglio.
31. ↑  Quattro deputati abbandonano il gruppo IdV durante il 2009. Aderiscono al gruppo Misto-NI: Americo Porfidia il 7 gennaio, Giuseppe Giulietti il 29 luglio, Pino Pisicchio e Aurelio Misiti il 9 novembre. Un deputato del gruppo IdV cessa dal mandato parlamentare durante il 2009: Carlo Costantini il 3 febbraio, lo stesso giorno è sostituito da Augusto Di Stanislao.
32. ↑  Due deputati abbandonano il gruppo IdV durante il 2010. Aderisce al gruppo Misto-NI: Domenico Scilipoti il 9 dicembre. Aderisce al gruppo Misto-NS: Antonio Razzi il 9 dicembre.
33. ↑  Un deputato abbandona il gruppo IdV durante il 2011. Aderisce al gruppo Misto-NI: Renato Cambursano il 21 dicembre.
34. ↑  Un deputato aderisce al gruppo IdV durante il 2012. Abbandonando il gruppo Misto-ApI: Giuseppe Vatinno il 13 novembre. Cinque deputati abbandonano il gruppo IdV durante il 2012. Aderiscono al gruppo Misto-NI: Massimo Donadi l'8 novembre, Nello Formisano il 13 novembre, Giovanni Paladini e Gaetano Porcino il 21 novembre, Sergio Michele Piffari il 22 dicembre. Un deputato del gruppo IdV cessa dal mandato parlamentare durante il 2012: Leoluca Orlando il 10 luglio, lo stesso giorno è sostituito da Giuseppe Vatinno che aderisce al gruppo Misto-ApI.
35. ↑  Un deputato abbandona il gruppo IdV durante il 2013. Aderisce al gruppo Misto-DL: David Favia il 10 gennaio.
36. ↑  Quattro deputati aderiscono al gruppo Misto-NI durante il 2008. Abbandonando il gruppo PdL: Daniela Melchiorre e Italo Tanoni il 9 giugno, Giorgio La Malfa il 2 settembre. Abbandonando il gruppo UDC: Francesco Pionati il 27 novembre. Quattro deputati abbandonano il gruppo Misto-NI durante il 2008. Aderiscono al gruppo Misto-Lib.Dem.-Rep.: Daniela Melchiorre, Francesco Nucara e Italo Tanoni il 21 luglio, Giorgio La Malfa il 22 ottobre.
37. ↑  Quattordici deputati aderiscono al gruppo Misto-NI durante il 2009. Abbandonando il gruppo PD: Lorenzo Ria il 6 aprile, Antonio Gaglione il 5 ottobre, Massimo Calearo Ciman il 5 novembre, Linda Lanzillotta e Gianni Vernetti il 10 novembre, Marco Calgaro e Donato Renato Mosella l'11 novembre, Bruno Cesario il 23 novembre. Abbandonando il gruppo IdV: Americo Porfidia il 7 gennaio, Giuseppe Giulietti il 29 luglio, Pino Pisicchio e Aurelio Misiti il 9 novembre. Abbandonando il gruppo PdL: Paolo Guzzanti il 2 febbraio. Abbandonando il gruppo UdC: Bruno Tabacci il 10 novembre. Tre deputati abbandonano il gruppo Misto-NI durante il 2009. Aderisce al gruppo Misto-Lib.Dem.-Rep.: Ricardo Merlo il 20 marzo. Aderisce al gruppo Misto-Rep. Reg. Pop.: Mario Baccini il 13 maggio. Aderisce al gruppo UdC: Lorenzo Ria il 21 settembre.
38. ↑  Tredici deputati aderiscono al gruppo Misto-NI durante il 2010. Abbandonando il gruppo UdC: Michele Pisacane il 27 settembre, Giuseppe Drago, Calogero Mannino, Francesco Saverio Romano e Giuseppe Ruvolo il 28 settembre. Abbandonando il gruppo FLI: Silvano Moffa e Catia Polidori il 14 dicembre, Giampiero Catone e Maria Grazia Siliquini il 15 dicembre. Abbandonando il gruppo Misto-ApI: Massimo Calearo Ciman e Bruno Cesario il 28 settembre. Abbandonando il gruppo Misto-NSLA-PLI: Paolo Guzzanti il 21 ottobre. Abbandonando il gruppo IdV: Domenico Scilipoti il 9 dicembre. Due deputati subentranti aderiscono al gruppo Misto-NI durante il 2010: Elisabetta Gardini il 1º giugno, in sostituzione di Marino Zorzato del gruppo PdL; Maurizio Grassano il 17 giugno, in sostituzione di Roberto Cota del gruppo LNP. Diciannove deputati abbandonano il gruppo Misto-NI durante il 2010. Aderiscono al gruppo Misto-ApI: Massimo Calearo Ciman, Marco Calgaro, Bruno Cesario, Linda Lanzillotta, Donato Renato Mosella, Pino Pisicchio, Bruno Tabacci e Gianni Vernetti il 19 gennaio. Aderiscono al gruppo Misto-NSLA-PID: Giuseppe Drago, Calogero Mannino, Michele Pisacane, Americo Porfidia, Francesco Saverio Romano e Giuseppe Ruvolo il 21 ottobre. Aderisce al gruppo NS/LSA: Antonio Gaglione il 23 febbraio. Aderisce al gruppo Misto-MpA-ApS: Aurelio Misiti il 12 maggio. Aderisce al gruppo Misto-Rep. Reg. Pop.: Francesco Pionati il 19 maggio. Aderisce al gruppo Misto-NSLA-PLI: Paolo Guzzanti il 7 giugno. Aderisce al gruppo Misto-Lib.Dem.-MAIE: Maurizio Grassano il 7 luglio. Una deputata del gruppo Misto-NI cessa dal mandato parlamentare durante il 2010: Elisabetta Gardini il 9 giugno, il giorno successivo è sostituita da Giorgio Conte che aderisce al gruppo PdL.
39. ↑  Trenta deputati aderiscono al gruppo Misto-NI durante il 2011. Abbandonando il gruppo PdL: Giuseppe Fallica, Ugo Grimaldi, Maurizio Iapicca, Gianfranco Miccichè, Marco Pugliese, Francesco Stagno d'Alcontres e Giacomo Terranova il 4 agosto, Giancarlo Pittelli il 7 settembre, Santo Versace il 29 settembre, Roberto Antonione, Fabio Gava e Giustina Mistrello Destro il 10 novembre, Stefania Craxi il 16 dicembre. Abbandonando il gruppo IR/PT: Antonio Milo il 16 giugno, Mario Pepe il 20 giugno, Luciano Sardelli il 15 ottobre, Elio Vittorio Belcastro, Arturo Iannaccone e Americo Porfidia il 3 novembre, Gerardo Soglia il 12 novembre. Abbandonando il gruppo FLI/FLpTP: Luca Barbareschi il 21 febbraio, Andrea Ronchi, Giuseppe Scalia e Adolfo Urso il 15 luglio, Antonio Buonfiglio il 3 novembre. Abbandonando il gruppo Misto-NSLA-PID: Antonio Gaglione e Calogero Mannino il 20 gennaio. Abbandonando il gruppo Misto-Rep. Az. AdC: Francesco Nucara il 20 gennaio. Abbandonando il gruppo Misto-MPA-ApS: Aurelio Misiti il 3 febbraio. Abbandonando il gruppo IdV: Renato Cambursano il 21 dicembre.

Un deputato subentrante aderisce al gruppo Misto-NI durante il 2011: Sandro Oliveri il 14 luglio, in sostituzione di Ferdinando Latteri del gruppo Misto-MpA-ApS. Ventisei deputati abbandonano il gruppo Misto-NI durante il 2011. Aderiscono al gruppo IR/PT: Massimo Calearo Ciman, Giampiero Catone, Bruno Cesario, Silvano Moffa, Catia Polidori, Domenico Scilipoti e Maria Grazia Siliquini il 20 gennaio, Paolo Guzzanti il 17 febbraio, Antonio Milo il 22 giugno. Aderiscono al gruppo Misto-LpI-PLI: Roberto Antonione, Fabio Gava, Giustina Mistrello Destro, Giancarlo Pittelli e Luciano Sardelli il 12 novembre. Aderiscono al gruppo Misto-Fareitalia: Antonio Buonfiglio, Andrea Ronchi, Giuseppe Scalia e Adolfo Urso il 9 novembre. Aderiscono al gruppo Misto-Rep.-Az.: Aurelio Misiti, Francesco Nucara e Mario Pepe il 5 luglio. Aderiscono al gruppo Misto-AS-LSA-PSE: Elio Vittorio Belcastro, Arturo Iannaccone e Americo Porfidia il 7 novembre. Aderisce al gruppo Misto-MpA-ApS: Sandro Oliveri il 15 luglio. Aderisce al gruppo Misto-ApI: Santo Versace il 12 novembre.
40. ↑  Venti deputati aderiscono al gruppo Misto-NI durante il 2012. Abbandonando il gruppo IdV: Massimo Donadi l'8 novembre, Nello Formisano il 13 novembre, Giovanni Paladini e Gaetano Porcino il 21 novembre, Sergio Michele Piffari il 22 dicembre. Abbandonando il gruppo PdL: Giorgio Stracquadanio il 16 luglio, Isabella Bertolini, Gaetano Pecorella, Franco Stradella e Roberto Tortoli il 22 novembre, Lino Miserotti il 12 dicembre. Abbandonando il gruppo Misto-ApI: Linda Lanzillotta il 5 giugno, Gianni Vernetti il 7 giugno e Santo Versace il 17 luglio. Abbandonando il gruppo PT: Maurizio Grassano e Paolo Guzzanti il 16 maggio. Abbandonando il gruppo Misto-MpA-ApS: Carmelo Lo Monte il 7 giugno. Abbandonando il gruppo PD: Maria Grazia Laganà l'8 ottobre. Abbandonando il gruppo UdCpTP: Lorenzo Ria il 5 novembre. Abbandonando il gruppo LNP: Angelo Alessandri il 12 novembre. Tre deputati subentranti aderiscono al gruppo Misto-NI durante il 2012: Luigi Fabbri l'11 gennaio, in sostituzione di Mirko Tremaglia del gruppo FLpTP; Angelo Santori il 19 gennaio, in sostituzione di Giulio Marini del gruppo PdL; Giuseppe Ossorio il 25 febbraio, in sostituzione di Luigi Nicolais del gruppo PD. Ventiquattro deputati abbandonano il gruppo Misto-NI durante il 2012. Aderiscono al gruppo Misto-GS-PPA: Giuseppe Fallica, Ugo Grimaldi, Maurizio Iapicca, Gianfranco Miccichè, Marco Pugliese, Gerardo Soglia, Francesco Stagno d'Alcontres e Giacomo Terranova il 18 gennaio. Aderiscono al gruppo Misto-LpI-PLI: Angelo Santori il 1º aprile, Isabella Bertolini, Gaetano Pecorella, Giorgio Stracquadanio, Franco Stradella e Roberto Tortoli il 17 dicembre. Aderiscono al gruppo Misto-IL: Antonio Gaglione, Maurizio Grassano e Paolo Guzzanti il 22 maggio. Aderiscono al gruppo Misto-DL: Massimo Donadi, Nello Formisano, Giovanni Paladini e Gaetano Porcino il 28 novembre. Aderiscono al gruppo Misto-Rep.-Az.: Calogero Mannino il 17 gennaio, Giuseppe Ossorio il 1º marzo. Aderisce al gruppo Misto-ApI: Luigi Fabbri il 12 gennaio.
41. ↑  Quattro deputati aderiscono al gruppo Misto-NI durante il 2013. Abbandonando il gruppo PdL: Giuliano Cazzola l'8 gennaio. Abbandonando il gruppo PD: Alessandro Maran l'11 gennaio. Abbandonando il gruppo FLpTP: Angela Napoli il 16 gennaio. Abbandonando il gruppo UdCpTP: Savino Pezzotta il 17 gennaio.  Un deputato subentrante aderisce al gruppo Misto-NI durante il 2013: Eugenio Randi il 24 gennaio, in sostituzione di Vincenzo Fontana del gruppo PdL.
42. ↑  Dieci deputati aderiscono al gruppo Misto-GS-PPA durante il 2012. Abbandonando il gruppo Misto-NI: Giuseppe Fallica, Ugo Grimaldi, Maurizio Iapicca, Gianfranco Miccichè, Aurelio Misiti, Marco Pugliese, Gerardo Soglia, Francesco Stagno d'Alcontres e Giacomo Terranova il 18 gennaio. Abbandonando il gruppo Misto-LpI-PLI: Giancarlo Pittelli il 14 marzo.
43. ↑  Cinque deputati aderiscono al gruppo Misto-LpI-PLI durante il 2011. Abbandonando il gruppo Misto-NI: Roberto Antonione, Fabio Gava, Giustina Mistrello Destro, Giancarlo Pittelli e Luciano Sardelli il 12 novembre.
44. ↑  Sei deputati aderiscono al gruppo Misto-LpI-PLI durante il 2012. Abbandonando il gruppo Misto-NI: Angelo Santori il 1º aprile, Isabella Bertolini, Gaetano Pecorella, Giorgio Stracquadanio, Franco Stradella e Roberto Tortoli il 17 dicembre. Un deputato abbandona il gruppo Misto-LpI-PLI durante il 2012. Aderisce al gruppo Misto-GS-PPA: Giancarlo Pittelli il 14 marzo.
45. ↑  Quattro deputati aderiscono al gruppo Misto-DL durante il 2012. Abbandonando il gruppo Misto-NI: Massimo Donadi, Nello Formisano, Giovanni Paladini e Gaetano Porcino il 28 novembre.
46. ↑  Un deputato aderisce al gruppo Misto-DL durante il 2013. Abbandonando il gruppo IdV: David Favia il 10 gennaio.
47. ↑  Due deputati del gruppo MpA cessano dal mandato parlamentare durante il 2008: Nicola Leanza il 21 maggio, il giorno successivo è sostituito da Giovanni Di Mauro, il quale a sua volta cessa dal mandato il 29 maggio e il 4 giugno è sostituito da Ferdinando Latteri.
48. ↑  Un deputato aderisce al gruppo Misto-MpA-ApS durante il 2010. Abbandonando il gruppo Misto-NI: Aurelio Misiti il 12 maggio. Quattro deputati abbandonano il gruppo Misto-MpA-ApS durante il 2010. Aderiscono al gruppo Misto-NS/LSA: Elio Vittorio Belcastro, Arturo Iannaccone, Antonio Milo e Luciano Sardelli il 20 gennaio.
49. ↑  Un deputato aderisce al gruppo Misto-MpA-ApS durante il 2011. Abbandonando gruppo Misto-NI: Sandro Oliveri il 15 luglio. Un deputato abbandona il gruppo Misto-MpA-ApS durante il 2011. Aderisce al gruppo Misto-NI: Aurelio Misiti il 3 febbraio. Un deputato del gruppo Misto-MpA-ApS decede durante il 2011: Ferdinando Latteri il 14 luglio, lo stesso giorno è sostituito da Sandro Oliveri che aderisce al gruppo Misto-NI.
50. ↑  Un deputato subentrante aderisce al gruppo Misto-MpA-ApS durante il 2012: Francesco Paolo Lucchese il 19 dicembre, in sostituzione di Antonino Lo Presti del gruppo FLpTP. Un deputato abbandona il gruppo Misto-MpA-ApS durante il 2012. Aderisce al gruppo Misto-NI: Carmelo Lo Monte il 7 giugno.
51. ↑  Otto deputati aderiscono al gruppo Misto-ApI durante il 2010. Abbandonando il gruppo Misto-NI: Massimo Calearo Ciman, Marco Calgaro, Bruno Cesario, Linda Lanzillotta, Donato Renato Mosella, Pino Pisicchio, Bruno Tabacci e Gianni Vernetti il 19 gennaio.

Due deputati abbandonano il gruppo Misto-ApI durante il 2010. Aderiscono al gruppo Misto-NI: Massimo Calearo Ciman e Bruno Cesario il 28 settembre.
52. ↑  Un deputato aderisce al gruppo Misto-ApI durante il 2011. Abbandonando il gruppo PdL: Santo Versace il 12 novembre. Un deputato abbandona il gruppo Misto-ApI durante il 2011. Aderisce al gruppo UdC: Marco Calgaro il 29 marzo.
53. ↑  Due deputati subentranti aderiscono al gruppo Misto-ApI durante il 2012: Luigi Fabbri il 12 gennaio, in sostituzione di Mirko Tremaglia del gruppo FLpTP; Giuseppe Vatinno il 10 luglio, in sostituzione di Leoluca Orlando del gruppo IdV. Quattro deputati abbandonano il gruppo Misto-ApI durante il 2012. Aderiscono al gruppo Misto-NI: Linda Lanzillotta il 5 giugno, Gianni Vernetti il 7 giugno e Santo Versace il 17 luglio. Aderisce al gruppo IdV: Giuseppe Vatinno il 13 novembre.
54. ↑  Tre deputati aderiscono al gruppo Misto-Rep.-Az. durante il 2011. Abbandonando il gruppo Misto-NI: Aurelio Misiti, Francesco Nucara e Mario Pepe il 5 luglio.
55. ↑  Due deputati aderiscono al gruppo Misto-Rep.-Az. durante il 2012. Abbandonando il gruppo Misto-NI: Calogero Mannino il 17 gennaio, Giuseppe Ossorio il 1º marzo. Un deputato abbandona il gruppo Misto-Rep.-Az. durante il 2012. Aderisce al gruppo Misto-GS-PPA: Aurelio Misiti il 18 gennaio.
56. ↑  Quattro deputati aderiscono al gruppo Misto-Lib.Dem.-MAIE durante il 2008. Abbandonando il gruppo Misto-NI: Daniela Melchiorre, Francesco Nucara e Italo Tanoni il 21 luglio, Giorgio La Malfa il 22 ottobre.
57. ↑  Un deputato aderisce al gruppo Misto-Lib.Dem.-Rep. durante il 2009. Abbandonando il gruppo Misto-NI: Ricardo Merlo il 20 marzo. Due deputati abbandonano il gruppo Misto-Lib.Dem.-Rep. durante il 2009. Aderiscono al gruppo Misto-Rep. Reg. Pop.
58. ↑  Un deputato aderisce al gruppo Misto-Lib.Dem.-MAIE durante il 2010. Abbandonando il gruppo Misto-NI: Maurizio Grassano il 7 luglio. Un deputato abbandona il gruppo Misto-Lib.Dem.-MAIE durante il 2010. Aderisce al gruppo UdC: Ricardo Merlo il 14 settembre.
59. ↑  Un deputato aderisce al gruppo Misto-Lib.Dem.-MAIE durante il 2011. Abbandonando il gruppo Misto-Rep. Az. AdC: Giorgio La Malfa il 19 gennaio. Un deputato abbandona il gruppo Misto-Lib.Dem.-MAIE durante il 2011. Aderisce al gruppo PT: Maurizio Grassano il 20 gennaio.
60. ↑  Tre deputati aderiscono al gruppo Misto-AS-LSA-PSE durante il 2011. Abbandonando il gruppo Misto-NI: Elio Vittorio Belcastro, Arturo Iannaccone e Americo Porfidia il 7 novembre.
61. ↑  Tre deputati aderiscono al gruppo Misto-IL durante il 2012. Abbandonando il gruppo Misto-NI: Antonio Gaglione, Maurizio Grassano e Paolo Guzzanti il 22 maggio.
62. ↑  Tre deputati aderiscono al gruppo Misto-Rep. Reg. Pop. durante il 2009. Abbandonando il gruppo Misto-Lib.Dem.-MAIE: Giorgio La Malfa e Francesco Nucara il 13 maggio. Abbandonando il gruppo Misto-NI: Mario Baccini il 13 maggio.
63. ↑  Un deputato aderisce al gruppo Misto-Rep. Reg. Pop. durante il 2010. Abbandonando il gruppo Misto-NI: Francesco Pionati il 19 maggio. Un deputato abbandona il gruppo Misto-Rep. Reg. Pop. durante il 2010. Aderisce al gruppo PdL: Mario Baccini il 26 maggio.
64. ↑  Tre deputati abbandonano il gruppo Misto-Rep. Az. AdC durante il 2012. Aderisce al gruppo Misto-Lib. Dem.-MAIE: Giorgio La Malfa il 19 gennaio. Aderisce al gruppo IR: Francesco Pionati il 20 gennaio. Aderisce al gruppo Misto-NI: Francesco Nucara il 20 gennaio.
65. ↑  Dodici deputati aderiscono al gruppo Misto-NSLA-PID durante il 2010. Abbandonando il gruppo Misto-NI: Giuseppe Drago, Calogero Mannino, Michele Pisacane, Americo Porfidia, Francesco Saverio Romano e Giuseppe Ruvolo il 21 ottobre. Abbandonando il gruppo Misto-NSLA-PLI: Elio Vittorio Belcastro, Antonio Gaglione, Arturo Iannaccone, Antonio Milo e Luciano Sardelli il 21 ottobre. Abbandonando il gruppo IdV: Antonio Razzi il 9 dicembre.

Un deputato del gruppo Misto-NSLA-PID cessa dal mandato parlamentare durante il 2010: Giuseppe Drago il 17 novembre, lo stesso giorno è sostituito da Giuseppe Gianni.
66. ↑  Dodici deputati abbandonano il gruppo Misto-NSLA-PID durante il 2011. Aderiscono al gruppo IR: Elio Vittorio Belcastro, Giuseppe Gianni, Arturo Iannaccone, Antonio Milo, Michele Pisacane, Americo Porfidia, Antonio Razzi, Francesco Saverio Romano, Giuseppe Ruvolo e Luciano Sardelli il 20 gennaio. Aderiscono al gruppo Misto-NI: Antonio Gaglione e Calogero Mannino il 20 gennaio.
67. ↑  Sei deputati aderiscono al gruppo Misto-NSLA-PLI durante il 2010. Abbandonando il gruppo Misto-NS/LSA: Elio Vittorio Belcastro, Antonio Gaglione, Arturo Iannaccone, Antonio Milo e Luciano Sardelli il 7 giugno. Abbandonando il gruppo Misto-NI: Paolo Guzzanti il 7 giugno. Sei deputati abbandonano il gruppo Misto-NSLA-PLI durante il 2010. Aderiscono al gruppo Misto-NSLA-PID: Elio Vittorio Belcastro, Antonio Gaglione, Arturo Iannaccone, Antonio Milo e Luciano Sardelli il 21 ottobre. Aderisce al gruppo Misto-NI: Corrado Guzzanti il 21 ottobre.
68. ↑  Cinque deputati aderiscono al gruppo NS/LSA durante il 2010. Abbandonando il gruppo Misto-Lib.Dem.-MAIE: Elio Vittorio Belcastro, Arturo Iannaccone, Antonio Milo e Luciano Sardelli il 21 gennaio. Abbandonando il gruppo Misto-NI: Antonio Gaglione il 23 febbraio.

Cinque deputati abbandonano il gruppo NS/LSA durante il 2010. Aderiscono al gruppo NSLA-PID: Elio Vittorio Belcastro, Arturo Iannaccone, Antonio Gaglione, Antonio Milo e Luciano Sardelli il 6 giugno.

#### Modifiche nella nomenclatura dei gruppi parlamentari
1. ↑  Il gruppo Unione di Centro (UdC) cambia nome in Unione di Centro per il Terzo Polo (UdCpTP) il 21 aprile 2011.
2. ↑  Il gruppo Futuro e Libertà. Per l'Italia (FLI) si forma il 30 luglio 2010 con trentatré deputati aderenti provenienti daIl gruppo cambia nome in Futuro e Libertà per l'Italia (FLI) l'8 settembre 2010. Il gruppo cambia nome in Futuro e Libertà per il Terzo Polo (FLpTP) il 26 aprile 2011.
3. ↑  Il gruppo Iniziativa Responsabile (Noi Sud-Libertà ed Autonomia, Popolari d'Italia Domani-PID, Movimento di Responsabilità Nazionale-MRN, Azione Popolare, Alleanza di Centro-AdC, La Discussione) (IR) si forma il 20 gennaio 2011 con dieci deputati aderenti provenienti dal gruppo Misto-NSLA, sette deputati aderenti provenienti dal gruppo Misto-NI, due deputati aderenti provenienti dal gruppo PdL, un deputato aderente proveniente dal gruppo Misto-Lib.Dem.-MAIE e un deputato aderente proveniente dal gruppo Misto-Rep. Az. AdC. Il gruppo cambia nome in Iniziativa Responsabile Nuovo Polo (Noi Sud-Libertà ed Autonomia, Popolari d'Italia Domani-PID, Movimento di Responsabilità Nazionale-MRN, Azione Popolare, Alleanza Di Centro-AdC, La Discussione) (IRNP) il 21 giugno 2011. Il gruppo cambia nome in Popolo e Territorio (Noi Sud-Libertà ed Autonomia, Popolari d'Italia Domani-PID, Movimento di Responsabilità Nazionale-MRN, Azione Popolare, Alleanza Di Centro-AdC, La Discussione) il 7 luglio 2011. Il gruppo cambia nome in Popolo e Territorio (Noi Sud-Libertà ed Autonomia, Popolari d'Italia Domani-PID, Movimento di Responsabilità Nazionale-MRN, Azione Popolare, Alleanza Di Centro-AdC, Democrazia Cristiana) (PT) il 17 maggio 2012. Il gruppo cambia nome in Popolo e Territorio (Noi Sud-Libertà ed Autonomia, Popolari d'Italia Domani-PID, Movimento di Responsabilità Nazionale-MRN, Azione Popolare, Alleanza di Centro-AdC, Intesa Popolare) (PT) il 26 novembre 2012.
4. ↑  La componente Grande Sud-PPA (GS-PPA) si forma il 18 gennaio 2012 con nove deputati aderenti provenienti dal gruppo Misto-NI.
5. ↑  La componente Liberali per l'Italia-PLI (LI-PLI) si forma il 12 novembre 2011 con cinque deputati aderenti provenienti dal gruppo Misto-NI. La componente cambia nome in Italia Libera-Liberali per l'Italia-Partito Liberale Italiano (IL-LpI-PLI) il 17 dicembre 2012. La componente cambia nome in Italia Libera - Popolari Italiani - Popolari per l'Europa - Liberali per l'Italia - Partito Liberale Italiano (IL-PI-PpE-LpI-PLI) il 20 dicembre 2012.
6. ↑  La componente Diritti e Libertà (DL) si forma il 28 novembre 2012 con quattro deputati aderenti provenienti dal gruppo Misto-NI.
7. ↑  La componente Movimento per l'Autonomia (MpA) cambia nome in Movimento per le Autonomie - Alleati per il Sud (MpA-ApS) il 15 luglio 2009.
8. ↑  Il gruppo Alleanza per l'Italia (ApI) si forma il 19 gennaio 2010 con 8 deputati provenienti dal gruppo Misto-NI

La componente cambia nome in Centro Democratico (CD) il 21 dicembre 2012.
9. ↑  La componente Repubblicani - Azionisti (Rep.-Az.) si forma il 5 luglio 2011 con tre deputati aderenti provenienti dal gruppo Misto-NI.
10. ↑  La componente Fareitalia per la Costituente Popolare (Fareitalia) si forma il 9 novembre 2011 con quattro deputati aderenti provenienti dal gruppo Misto-NI.
11. ↑  Quattro deputati aderiscono al gruppo Misto-Fareitalia durante il 2011. Abbandonando il gruppo Misto-NI: Antonio Buonfiglio, Andrea Ronchi, Giuseppe Scalia e Adolfo Urso il 9 novembre.
12. ↑  La componente Liberal Democratici - Repubblicani (Lib.Dem.-Rep.) si forma il 21 luglio 2008 con tre deputati aderenti provenienti dal gruppo Misto-NI. La componente cambia nome in Liberal Democratici - MAIE (Lib.Dem.-MAIE) il 22 aprile 2009.
13. ↑  La componente Noi per il Partito del Sud Lega Sud Ausonia (Grande Sud) (NPSLSA) si forma il 7 novembre 2011 con tre deputati aderenti provenienti dal gruppo. La componente cambia nome in Noi per il Partito del Sud Lega Sud Ausonia (NPSLSA) il 21 dicembre 2011. La componente cambia nome in Autonomia Sud - Lega Sud Ausonia - Popoli Sovrani d'Europa (AS-LSA-PSE) il 7 novembre 2012.
14. ↑  La componente Iniziativa Liberale (IL) si forma il 22 maggio 2012 con tre deputati aderenti provenienti dal gruppo Misto-NI.
15. ↑  La componente Repubblicani, Regionalisti, Popolari (Rep. Reg. Pop.) si forma il 13 maggio 2009 con due deputati aderenti provenienti dal gruppo Misto-Lib.Dem.-MAIE e un deputato aderente proveniente dal gruppo Misto-NI. La componente cambia nome in Repubblicani, Azionisti, Alleanza di Centro (Rep. Az. AdC) il 16 settembre 2010. La componente cessa il 20 gennaio 2011.
16. ↑  La componente Noi Sud Libertà e Autonomia, I Popolari di Italia Domani (NSLA-PID) si forma il 21 ottobre 2010 con sei deputati aderenti provenienti dal gruppo Misto-NI e cinque deputati aderenti provenienti dal gruppo Misto-NSLA-PLI. La componente cessa il 20 gennaio 2011.
17. ↑  La componente Noi Sud Libertà e Autonomia - Partito Liberale Italiano (NSLA-PLI) si forma il 7 giugno 2010 con cinque deputati aderenti provenienti dal gruppo Misto-NS/LSA e un deputato proveniente dal gruppo Misto-NI. La componente cessa il 21 ottobre 2010.
18. ↑  La componente Noi Sud/Lega Sud Ausonia (NS/LSA) si forma il 21 gennaio 2010 con quattro deputati aderenti provenienti dal gruppo Misto-Lib.Dem.-MAIE. La componente cessa il 7 giugno 2010.

## Senato della Repubblica

### Consiglio di presidenza

#### Presidente
Renato Schifani (PdL) - L'elezione è avvenuta il 29 aprile 2008.

#### Vice presidenti
- Rosy Mauro (Misto - SGCMT)
- Domenico Nania (PdL)
- Vannino Chiti (PD)
- Emma Bonino (PD)

#### Questori
- Angelo Maria Cicolani (PdL)[1] [dal 06/07/2011 al 27/10/2012]
- Paolo Franco (LNP)
- Benedetto Adragna (PD)

#### Segretari
- Lucio Malan (PdL)
- Piergiorgio Stiffoni (Misto)
- Anna Cinzia Bonfrisco (PdL)
- Alessio Butti (FdI-CN)
- Colomba Mongiello (PD)
- Silvana Amati (PD)
- Marco Stradiotto (PD)
- Emanuela Baio (Per il Terzo Polo (ApI-FLI))
- Vincenzo Oliva (Misto - MPA) [dal 01/01/2009]
- Helga Thaler Ausserhofer (UdC, SVP e Autonomie) [dal 01/01/2009]
- Aniello Di Nardo (IdV) [dal 22/12/2009]
- Simona Vicari (PdL) [dal 22/12/2009]

### Capigruppo parlamentari
| Gruppo parlamentare | Gruppo parlamentare | Presidente               | Seggi     |
| ------------------- | --- | ------------------------ | --------- |
|                     | Il Popolo della Libertà | Maurizio Gasparri        | 111 / 318 |
|                     | Partito Democratico | Anna Finocchiaro         | 104 / 318 |
|                     | Lega Nord Padania | Federico Bricolo         | 22 / 318  |
|                     | Misto | Giovanni Pistorio        | 18 / 318  |
|                     | Unione di Centro, SVP e Autonomie (Union Valdôtaine, MAIE, Verso Nord, Movimento Repubblicani Europei, Partito Liberale Italiano, Partito Socialista Italiano) | Gianpiero D'Alia         | 16 / 318  |
|                     | Coesione Nazionale (Grande Sud-Sì Sindaci-Popolari d'Italia Domani-Il Buongoverno-Fare Italia)                                                                 | Pasquale Viespoli        | 13 / 318  |
|                     | Per il Terzo Polo (ApI-FLI-Centro Democratico) | Francesco Rutelli        | 12 / 318  |
|                     | Fratelli d'Italia - Centrodestra Nazionale | Maria Alessandra Gallone | 12 / 318  |
|                     | Italia dei Valori | Felice Belisario         | 10 / 318  |

#### Gruppi cessati di esistere nel corso della legislatura
| Gruppo parlamentare | Gruppo parlamentare           | Presidente        | Data di scioglimento |
| ------------------- | ----------------------------- | ----------------- | -------------------- |
|                     | Futuro e Libertà per l'Italia | Pasquale Viespoli | 01/03/2011           |

### Commissioni parlamentari
| #    | Commissione | Presidente                            | Presidente                                         |
| ---- | --- | ------------------------------------- | -------------------------------------------------- |
| I    | Affari costituzionali, affari della Presidenza del Consiglio e dell'Interno, ordinamento generale dello Stato e della Pubblica Amministrazione |                                       | Carlo Vizzini (UDC-SVP-AUT)                        |
| II   | Giustizia |                                       | Filippo Berselli (PdL)                             |
| III  | Affari esteri, emigrazione |                                       | Lamberto Dini (PdL)                                |
| IV   | Difesa |                                       | Gianpiero Carlo Cantoni (PdL) [fino al 09/05/2012] |
| IV   | Difesa | Valerio Carrara (CN) [dal 19/07/2012] |                                                    |
| V    | Programmazione economica, bilancio |                                       | Antonio Azzollini (PdL)                            |
| VI   | Finanze e tesoro |                                       | Mario Baldassarri (Per il Terzo Polo)              |
| VII  | Istruzione pubblica, beni culturali, ricerca scientifica, spettacolo e sport                                                                   |                                       | Guido Possa (PdL)                                  |
| VIII | Lavori pubblici, comunicazioni |                                       | Luigi Grillo (PdL)                                 |
| IX   | Agricoltura e produzione agroalimentare |                                       | Paolo Scarpa Bonazza Buora (PdL)                   |
| X    | Industria, commercio, turismo |                                       | Cesare Cursi (PdL)                                 |
| XI   | Lavoro pubblico e privato, previdenza sociale                                                                                                  |                                       | Pasquale Giuliano (PdL)                            |
| XII  | Igiene e sanità |                                       | Antonio Tomassini (PdL)                            |
| XIII | Territorio, ambiente, beni ambientali |                                       | Antonio D'Alì (PdL)                                |
| XIV  | Politiche dell'Unione europea |                                       | Rossana Boldi (LNP)                                |

### Riepilogo della composizione
| Gruppo parlamentare al Senato della Repubblica | Gruppo parlamentare al Senato della Repubblica | Gruppo parlamentare al Senato della Repubblica | Gruppo parlamentare al Senato della Repubblica | Inizio legislatura | 2008 | 2009 | 2010 | 2011 | 2012 | Fine legislatura |
| ---------------------------------------------- | --- | --- | --- | ------------------ | ---- | ---- | ---- | ---- | ---- | ---------------- |
|                                                | Il Popolo della Libertà (PdL) | Il Popolo della Libertà (PdL) | Il Popolo della Libertà (PdL) | 146                | 146  | 145  | 134  | 127  | 114  | 111              |
|                                                | Partito Democratico (PD) | Partito Democratico (PD) | Partito Democratico (PD) | 119                | 118  | 114  | 110  | 106  | 104  | 104              |
|                                                | Lega Nord Padania (LNP) | Lega Nord Padania (LNP) | Lega Nord Padania (LNP) | 26                 | 26   | 26   | 26   | 25   | 22   | 22               |
|                                                | Unione di Centro, SVP e Autonomie (Union Valdôtaine, MAIE, Verso Nord, Movimento Repubblicani Europei, Partito Liberale Italiano, Partito Socialista Italiano) (UDC-SVP-AUT:UV-MAIE-VN-MRE-PLI-PSI) | Unione di Centro, SVP e Autonomie (Union Valdôtaine, MAIE, Verso Nord, Movimento Repubblicani Europei, Partito Liberale Italiano, Partito Socialista Italiano) (UDC-SVP-AUT:UV-MAIE-VN-MRE-PLI-PSI) | Unione di Centro, SVP e Autonomie (Union Valdôtaine, MAIE, Verso Nord, Movimento Repubblicani Europei, Partito Liberale Italiano, Partito Socialista Italiano) (UDC-SVP-AUT:UV-MAIE-VN-MRE-PLI-PSI) | 11                 | 11   | 12   | 15   | 15   | 16   | 16               |
|                                                | Coesione Nazionale (Grande Sud-Sì Sindaci-Popolari d'Italia Domani-Il Buongoverno-Fare Italia) | Coesione Nazionale (Grande Sud-Sì Sindaci-Popolari d'Italia Domani-Il Buongoverno-Fare Italia) | Coesione Nazionale (Grande Sud-Sì Sindaci-Popolari d'Italia Domani-Il Buongoverno-Fare Italia) | —                  | —    | —    | —    | 13   | 13   | 13               |
|                                                | Per il Terzo Polo (ApI-FLI-Centro Democratico) (Per il Terzo Polo:ApI-FLI-CD) | Per il Terzo Polo (ApI-FLI-Centro Democratico) (Per il Terzo Polo:ApI-FLI-CD) | Per il Terzo Polo (ApI-FLI-Centro Democratico) (Per il Terzo Polo:ApI-FLI-CD) | —                  | —    | —    | —    | 12   | 12   | 12               |
|                                                | Fratelli d'Italia - Centrodestra Nazionale (FDI-CDN) | Fratelli d'Italia - Centrodestra Nazionale (FDI-CDN) | Fratelli d'Italia - Centrodestra Nazionale (FDI-CDN) | —                  | —    | —    | —    | —    | 10   | 12               |
|                                                | Italia dei Valori (IdV) | Italia dei Valori (IdV) | Italia dei Valori (IdV) | 14                 | 14   | 12   | 12   | 12   | 10   | 10               |
|                                                | Futuro e Libertà per l'Italia (FLI) | Futuro e Libertà per l'Italia (FLI) | Futuro e Libertà per l'Italia (FLI) | —                  | —    | —    | 10   | —    | —    | —                |
|                                                | Gruppo misto | | Non iscritti | 6                  | 5    | 6    | 7    | 7    | 5    | 6                |
|                                                | Gruppo misto | MPA - Movimento per le Autonomie (MPA-AS) | — | 2                  | 3    | 2    | 2    | 3    | 3    |                  |
|                                                | Gruppo misto | SIAMO GENTE COMUNE Movimento Territoriale (SGCMT) | — | —                  | —    | —    | —    | 2    | 2    |                  |
|                                                | Gruppo misto | Partecipazione Democratica (ParDem) | — | —                  | —    | —    | 1    | 1    | 1    |                  |
|                                                | Gruppo misto | Partito Repubblicano Italiano (P.R.I.) | — | —                  | —    | —    | 1    | 1    | 1    |                  |
|                                                | Gruppo misto | Movimento dei Socialisti Autonomisti (MSA) | — | —                  | —    | —    | —    | 1    | 1    |                  |
|                                                | Gruppo misto | Diritti e Libertà (DL) | — | —                  | —    | —    | —    | 1    | 1    |                  |
|                                                | Gruppo misto | Unione Democratica per i Consumatori (UDCON) | — | —                  | —    | —    | —    | 1    | 1    |                  |
|                                                | Gruppo misto | Partito Pensionati (PP) | — | —                  | —    | —    | —    | 1    | 1    |                  |
|                                                | Gruppo misto | La Destra (LD) | — | —                  | —    | —    | —    | 1    | 1    |                  |
|                                                | Gruppo misto | Alleanza per l'Italia (ApI) | — | —                  | 4    | 4    | —    | —    | —    |                  |
|                                                | Gruppo misto | Verso Nord | — | —                  | —    | 1    | —    | —    | —    |                  |
|                                                | Gruppo misto | Futuro e Libertà per l'Italia | — | —                  | —    | —    | —    | —    | —    |                  |
|                                                | Gruppo misto | I Popolari di Italia Domani (PID) | — | —                  | —    | —    | —    | —    | —    |                  |
|                                                | Gruppo misto | Io Sud (IS) | — | —                  | —    | —    | —    | —    | —    |                  |
| Totale Gruppo misto                            | Totale Gruppo misto | 6 | 7 | 13                 | 15   | 11   | 17   | 18   |      |                  |
| Totale                                         | Totale | Totale | Totale | 322                | 322  | 322  | 322  | 321  | 318  | 318              |

#### Modifiche nella composizione dei gruppi parlamentari
1. ↑  Un senatore del gruppo PdL cessa dal mandato parlamentare durante il 2008: Roberto Formigoni il 4 giugno, lo stesso giorno è sostituito da Riccardo Conti. Un senatore del gruppo PdL decede durante il 2008: Luigi Scotti il 6 dicembre, il 9 dicembre è sostituito da Maria Alessandra Gallone.
2. ↑  Una senatrice abbandona il gruppo PdL durante il 2009. Aderisce al gruppo Misto-IS: Adriana Poli Bortone il 10 giugno. Un senatore del gruppo PdL cessa dal mandato parlamentare durante il 2009: Giovanni Collino il 14 luglio, lo stesso giorno è sostituito da Vanni Lenna. Un senatore del gruppo PdL decede durante il 2009: Ugo Martinat il 28 marzo, il 31 marzo è sostituito da Tomaso Zanoletti.
3. ↑  Due senatori aderiscono al gruppo PdL durante il 2010. Abbandonando il gruppo Misto-NI: Raffaele Fantetti il 21 luglio. Abbandonando il gruppo Misto-MPA-AS: Sebastiano Burgaretta Aparo il 28 dicembre. Dodici senatori abbandonano il gruppo PdL durante il 2010. Aderiscono al gruppo FLI: Mario Baldassarri, Barbara Contini, Candido De Angelis, Egidio Digilio, Maria Ida Germontani, Giuseppe Menardi, Francesco Pontone, Maurizio Saia, Giuseppe Valditara e Pasquale Viespoli il 1º agosto. Aderisce al gruppo Misto-NI: Enrico Musso il 9 novembre. Aderisce al gruppo UDC-SVP-Aut:UV-MAIE-Io Sud-MRE: Vincenzo Galioto il 14 dicembre. Due senatori del gruppo PdL cessano dal mandato parlamentare durante il 2010: Nicola Di Girolamo il 3 marzo, il 9 marzo è sostituito da Raffaele Fantetti che aderisce al gruppo Misto-NI; Sergio Vetrella il 13 luglio, il giorno successivo è sostituito da Franco Cardiello.
4. ↑  Tre senatori aderiscono al gruppo PdL durante il 2011. Abbandonando il gruppo FLI: Francesco Pontone il 23 febbraio. Abbandonando il gruppo UDC-SVP-AUT:UV-MAIE-VN-MRE-PLI: Dorina Bianchi il 28 giugno. Abbandonando il gruppo CN-Io Sud-FS: Franco Cardiello il 29 luglio. Otto senatori abbandonano il gruppo PdL durante il 2011. Aderiscono al gruppo CN/CN-Io Sud: Franco Cardiello, Valerio Carrara, Elio Massimo Palmizio e Salvatore Piscitelli il 2 marzo, Roberto Centaro, Mario Ferrara e Salvo Fleres il 21 luglio. Aderisce al gruppo UDC-SVP-Aut:UV-MAIE-VN-MRE-PLI: Carlo Vizzini il 3 novembre. Due senatori del gruppo PdL cessano dal mandato parlamentare durante il 2011: Raffaele Stancanelli il 31 ottobre, il 3 novembre è sostituito da Nino Strano che aderisce al gruppo Per il Terzo Polo:ApI-FLI; Piergiorgio Massidda il 21 dicembre, il giorno successivo è sostituito da Silvestro Ladu. Un senatore del gruppo PdL decede durante il 2011: Romano Comincioli il 14 giugno, il 21 giugno è sostituito da Antonio Del Pennino che aderisce al gruppo Misto-P.R.I.
5. ↑  Un senatore aderisce al gruppo PdL durante il 2012. Abbandonando il gruppo FDI-CDN: Filippo Berselli il 28 dicembre. Tredici senatori abbandonano il gruppo PdL durante il 2012. Aderiscono al gruppo CDN/FDI-CDN: Filippo Berselli, Alessio Butti, Antonino Caruso, Mariano Delogu, Maria Alessandra Gallone, Pierfrancesco Gamba, Alfredo Mantica, Giuseppe Milone, Antonio Paravia e Achille Totaro il 19 dicembre, Alberto Balboni il 20 dicembre. Aderisce al gruppo CN (GS-SI-PID-IB): Elio Massimo Palmizio il 6 febbraio. Aderisce al gruppo Misto-NI: Giacinto Boldrini il 10 dicembre. Una senatrice del gruppo PdL cessa dal mandato parlamentare durante il 2012: Ombretta Colli il 17 maggio, il 23 maggio è sostituita da Giuseppe Milone. Due senatori del gruppo PdL decedono durante il 2012: Gianpiero Carlo Cantoni il 9 maggio, il 15 maggio è sostituito da Giacinto Boldrini; Angelo Maria Cicolani il 27 ottobre, il 31 ottobre è sostituito da Anna Maria Mancuso che aderisce al gruppo Per il Terzo Polo (ApI-FLI).
6. ↑  Tre senatori abbandonano il gruppo PdL durante il 2013. Aderiscono al gruppo FDI-CDN: Michele Saccomanno il 24 gennaio, Francesco Bevilacqua il 27 febbraio. Aderisce al gruppo Misto-NI: Raffaele Lauro il 20 gennaio.
7. ↑  Un senatore abbandona il gruppo PD durante il 2008. Aderisce al gruppo Misto-NI: Riccardo Villari il 3 dicembre.
8. ↑  Quattro senatori abbandonano il gruppo PD durante il 2009. Aderiscono al gruppo Misto-ApI: Claudio Gustavino e Francesco Rutelli il 10 novembre, Franco Bruno il 20 dicembre. Aderisce al gruppo UDC-SVP-Aut: Dorina Bianchi l'8 dicembre. Due senatori del gruppo PD cessano dal mandato parlamentare durante il 2009: Paolo De Castro il 14 luglio, lo stesso giorno è sostituito da Alberto Tedesco; Leopoldo Di Girolamo il 4 novembre, il giorno successivo è sostituito da Francesco Ferrante.
9. ↑  Quattro senatori abbandonano il gruppo PD durante il 2010. Aderisce al gruppo UDC-SVP-IS-Aut/UDC-SVP-Aut:UV-MAIE-Io Sud-MRE: Luciana Sbarbati il 27 aprile, Achille Serra il 29 settembre. Aderisce al gruppo Misto-NI: Maurizio Fistarol il 12 dicembre. Aderisce al gruppo Misto-ApI: Riccardo Milana il 22 dicembre.
10. ↑  Quattro senatori abbandonano il gruppo PD durante il 2011. Aderiscono al gruppo Misto-ApI: Emanuela Baio Dossi il 14 febbraio, Claudio Molinari il 21 febbraio. Aderiscono al gruppo Misto-NI: Alberto Tedesco il 25 febbraio, Nicola Rossi il 13 aprile. Un senatore del gruppo PD cessa dal mandato parlamentare durante il 2011: Umberto Veronesi il 22 febbraio, il giorno successivo è sostituito da Franco Monaco.
11. ↑  Un senatore abbandona il gruppo PD durante il 2012. Aderisce al gruppo Misto-NI: Luigi Lusi il 7 febbraio. Un senatore del gruppo PD decede durante il 2012: Mario Gasbarri l'11 febbraio, il 15 febbraio è sostituito da Cristina De Luca che aderisce al gruppo Per il Terzo Polo:API-FLI.
12. ↑  Una senatrice del gruppo PD decede durante il 2013: Franca Donaggio il 1º gennaio, il 16 gennaio è sostituita da Sandro Spinello.
13. ↑  Un senatore abbandona il gruppo LNP durante il 2011. Aderisce al gruppo Misto-NI: Alberto Filippi il 2 agosto.
14. ↑  Tre senatori abbandonano il gruppo LNP durante il 2012. Aderiscono al gruppo Misto-NI: Lorenzo Bodega e Rosi Mauro il 16 aprile, Piergiorgio Stiffoni il 29 aprile. Un senatore del gruppo LNP decede durante il 2012: Cesarino Monti il 22 luglio, il 24 luglio è sostituito da Alessandro Vedani.
15. ↑  Un senatore del gruppo UDC-SVP-Aut cessa dal mandato parlamentare durante il 2008: Antonello Antinoro il 19 giugno, il 24 giugno è sostituito da Salvatore Cintola.
16. ↑  Due senatrici aderiscono al gruppo UDC-SVP-Aut durante il 2009. Abbandonando il gruppo Misto-IS: Adriana Poli Bortone l'8 ottobre. Abbandonando il gruppo PD: Dorina Bianchi il 9 dicembre. Un senatore del gruppo UDC-SVP-Aut cessa dal mandato parlamentare durante il 2009: Salvatore Cintola il 6 ottobre, il giorno successivo è sostituito da Sebastiano Burgaretta Aparo che aderisce al gruppo Misto-MPA-AS.
17. ↑  Quattro senatori aderiscono al gruppo UDC-SVP-IS-Aut/UDC-SVP-Aut:UV-MAIE-Io Sud-MRE durante il 2010. Abbandonando il gruppo PD: Luciana Sbarbati il 28 aprile, Achille Serra il 30 settembre. Abbandonando il gruppo Misto-ApI: Claudio Gustavino il 30 agosto. Abbandonando il gruppo PdL: Vincenzo Galioto il 15 dicembre. Un senatore del gruppo UDC-SVP-Aut:UV-MAIE-IS-MRE decede durante il 2010: Francesco Cossiga il 17 agosto.
18. ↑  Tre senatori aderiscono al gruppo UDC-SVP-Aut:UV-MAIE-IS-MRE/UDC-SVP-Aut:UV-MAIE-VN-MRE-PLI durante il 2011. Abbandonando il gruppo Misto-Verso Nord: Maurizio Fistarol il 24 febbraio. Abbandonando il gruppo Misto-NI: Enrico Musso il 24 febbraio. Abbandonando il gruppo PdL: Carlo Vizzini il 4 novembre. Due senatrici abbandonano il gruppo UDC-SVP-Aut:UV-MAIE-IS-MRE/UDC-SVP-AUT:UV-MAIE-VN-MRE-PLI durante il 2011. Aderisce al gruppo CN: Adriana Poli Bortone il 1º marzo. Aderisce al gruppo PdL: Dorina Bianchi il 27 giugno. Un senatore del gruppo UDC-SVP-Aut:UV-MAIE-IS-MRE cessa dal mandato parlamentare durante il 2011: Salvatore Cuffaro il 2 febbraio, il giorno successivo è sostituito da Maria Giuseppa Castiglione che aderisce al gruppo Misto-PID.
19. ↑  Un senatore aderisce al gruppo UDC-SVP-Aut:UV-MAIE-VN-MRE-PLI-PSI durante il 2012. Abbandonando il gruppo Per il Terzo Polo:API-FLI: Riccardo Milana il 17 ottobre.
20. ↑  Quattordici senatori aderiscono al gruppo CN/CN-Io Sud/CN-Io Sud-FS durante il 2011. Abbandonando il gruppo PdL: Franco Cardiello, Valerio Carrara, Elio Massimo Palmizio e Salvatore Piscitelli il 2 marzo, Roberto Centaro, Mario Ferrara e Salvo Fleres il 21 luglio. Abbandonando il gruppo FLI: Giuseppe Menardi, Maurizio Saia, Pasquale Viespoli il 2 marzo. Abbandonando il gruppo UDC-SVP-Aut:UV-MAIE-IS-MRE: Adriana Poli Bortone il 2 marzo. Abbandonando il gruppo Misto-NI: Riccardo Villari il 2 marzo, Alberto Filippi il 4 novembre. Abbandonando il gruppo Misto-PID: Maria Giuseppa Castiglione il 2 marzo. Un senatore abbandona il gruppo CN-Io Sud-FS durante il 2011. Aderiscono al gruppo PdL: Franco Cardiello il 28 luglio.
21. ↑  Un senatore aderisce al gruppo CN (GS-SI-PID-IB) durante il 2012. Abbandonando il gruppo PdL: Elio Massimo Palmizio il 7 febbraio. Un senatore abbandona il gruppo CN (GS-SI-PID-IB-FI) durante il 2012. Aderisce al gruppo Misto-LD: Alberto Filippi il 17 dicembre.
22. ↑  Undici senatori aderiscono al gruppo Per il Terzo Polo:ApI-FLI durante il 2011. Abbandonando il gruppo Misto-FLI: Mario Baldassarri, Barbara Contini, Candido De Angelis, Egidio Digilio, Maria Ida Germontani e Giuseppe Valditara il 14 luglio. Abbandonando il gruppo Misto-ApI: Emanuela Baio Dossi, Franco Bruno, Claudio Molinari, Giacinto Russo e Francesco Rutelli il 14 luglio. Un senatore subentrante aderisce al gruppo Per il Terzo Polo:ApI-FLI durante il 2011: Nino Strano il 3 novembre, in sostituzione di Raffaele Stancanelli del gruppo PdL.
23. ↑  Due senatrici subentranti aderiscono al gruppo Per il Terzo Polo:ApI-FLI durante il 2012: Cristina De Luca il 15 febbraio, in sostituzione di Mario Gasbarri del gruppo PD; Anna Maria Mancuso il 31 ottobre, in sostituzione di Angelo Maria Cicolani del gruppo PdL. Un senatore abbandona il gruppo Per il Terzo Polo:API-FLI durante il 2012. Aderisce al gruppo UDC-SVP-Aut:UV-MAIE-VN-MRE-PLI-PSI: Riccardo Milana il 16 ottobre. Un senatore del gruppo Per il Terzo Polo:ApI-FLI cessa dal mandato parlamentare durante il 2012: Nino Strano il 20 dicembre, il giorno successivo è sostituito da Filippo Maria Drago che aderisce al gruppo Misto-MPA-AS.
24. ↑  Undici senatori aderiscono al gruppo CDN/FDI-CDN durante il 2012. Abbandonando il gruppo PdL: Filippo Berselli, Alessio Butti, Antonino Caruso, Mariano Delogu, Maria Alessandra Gallone, Pierfrancesco Gamba, Alfredo Mantica, Giuseppe Milone, Antonio Paravia e Achille Totaro il 20 dicembre, Alberto Balboni il 21 dicembre. Un senatore abbandona il gruppo FDI-CDN durante il 2012. Aderisce al gruppo PdL: Filippo Berselli il 27 dicembre.
25. ↑  Due senatori aderiscono al gruppo FDI-CDN durante il 2013. Abbandonando il gruppo PdL: Michele Saccomanno il 25 gennaio, Francesco Bevilacqua il 28 febbraio.
26. ↑  Due senatori abbandonano il gruppo IdV durante il 2009. Aderisce al gruppo Misto-NI: Giuseppe Astore il 9 novembre. Aderisce al gruppo Misto-ApI: Giacinto Russo il 23 novembre.
27. ↑  Due senatori abbandonano il gruppo IdV durante il 2012. Aderisce al gruppo Misto-DL: Stefano Pedica il 20 novembre. Aderisce al gruppo Misto-UDCON: Elio Lannutti il 20 dicembre.
28. ↑  Dieci senatori aderiscono al gruppo FLI durante il 2010. Abbandonando il gruppo PdL: Mario Baldassarri, Barbara Contini, Candido De Angelis, Egidio Digilio, Maria Ida Germontani, Giuseppe Menardi, Francesco Pontone, Maurizio Saia, Giuseppe Valditara e Pasquale Viespoli il 2 agosto.
29. ↑  Dieci senatori abbandonano il gruppo FLI durante il 2011. Aderiscono al gruppo Misto-FLI: Mario Baldassarri, Barbara Contini, Candido De Angelis, Egidio Digilio, Maria Ida Germontani e Giuseppe Valditara il 1º marzo. Aderiscono al gruppo CN: Giuseppe Menardi, Maurizio Saia e Pasquale Viespoli il 1º marzo. Aderiscono al gruppo PdL: Francesco Pontone il 23 febbraio.
30. ↑  Un senatore aderisce al gruppo Misto-NI durante il 2008. Abbandonando il gruppo PD: Riccardo Villari il 4 dicembre. Due senatori abbandonano il gruppo Misto-NI durante il 2008. Aderiscono al gruppo Misto-MPA: Vincenzo Oliva e Giovanni Pistorio il 10 giugno.
31. ↑  Un senatori aderisce al gruppo Misto-NI durante il 2009. Abbandonando il gruppo IdV: Giuseppe Astore il 10 novembre.
32. ↑  Due senatori aderiscono al gruppo Misto-NI durante il 2010. Abbandonando il gruppo PdL: Enrico Musso il 9 novembre. Abbandonando il gruppo PD: Maurizio Fistarol il 13 dicembre.

Un senatore subentrante aderisce al gruppo Misto-NI durante il 2010: Raffaele Fantetti il 9 marzo, in sostituzione di Nicola Di Girolamo del gruppo PdL. Due senatori abbandonano il gruppo Misto-NI durante il 2010. Aderiscono al gruppo PdL: Raffaele Fantetti il 21 luglio. Aderisce al gruppo Misto-Verso Nord: Maurizio Fistarol il 22 dicembre.
33. ↑  Quattro senatori aderiscono al gruppo Misto-NI durante il 2011. Abbandonando il gruppo PD: Alberto Tedesco il 26 febbraio, Nicola Rossi il 13 aprile. Abbandonando il gruppo LNP: Alberto Filippi il 3 agosto. Nominato senatore a vita: Mario Monti il 17 novembre. Un senatore subentrante aderisce al gruppo Misto-NI durante il 2011: Antonio Del Pennino il 21 giugno, in sostituzione di Romano Comincioli del gruppo PdL. Cinque senatori abbandonano il gruppo Misto-NI durante il 2011. Aderisce al gruppo Misto-ParDem: Giuseppe Astore il 9 febbraio. Aderisce al gruppo UDC-SVP-Aut:UV-MAIE-IS-MRE: Enrico Musso il 23 febbraio. Aderisce al gruppo CN: Riccardo Villari il 1º marzo. Aderisce al gruppo CN-Io Sud-FS: Alberto Filippi il 3 novembre. Aderisce al gruppo Misto-P.R.I.: Antonio Del Pennino il 17 novembre.
34. ↑  Cinque senatori aderiscono al gruppo Misto-NI durante il 2012. Abbandonando il gruppo LNP: Lorenzo Bodega e Rosi Mauro il 17 aprile, Piergiorgio Stiffoni il 30 aprile. Abbandonando il gruppo PD: Luigi Lusi il 7 febbraio. Abbandonando il gruppo PdL: Giacinto Boldrini l'11 dicembre. Quattro senatori abbandonano il gruppo Misto-NI durante il 2012. Aderiscono al gruppo Misto-SGCMT: Lorenzo Bodega e Rosi Mauro l'8 maggio. Aderisce al gruppo Misto-MSA: Alberto Tedesco il 27 giugno. Aderisce al gruppo Misto-PP: Giacinto Boldrini il 13 dicembre. Tre senatori del gruppo Misto-NI decedono durante il 2012: Oscar Luigi Scalfaro il 29 gennaio, Sergio Pininfarina il 3 luglio, Rita Levi-Montalcini il 30 dicembre.
35. ↑  Un senatore aderisce al gruppo Misto-NI durante il 2013. Abbandonando il gruppo PdL: Raffaele Lauro il 20 gennaio.
36. ↑  Due senatori aderiscono al gruppo Misto-MPA durante il 2008. Abbandonando il gruppo Misto-NI: Vincenzo Oliva e Giovanni Pistorio il 10 giugno.
37. ↑  Un senatore subentrante aderisce al gruppo Misto-MPA-AS durante il 2009: Sebastiano Burgaretta Aparo il 7 ottobre, in sostituzione di Salvatore Cintola del gruppo UDC-SVP-Aut.
38. ↑  Un senatore abbandona il gruppo Misto-MPA-AS durante il 2010. Aderisce al gruppo PdL: Sebastiano Burgaretta Aparo il 27 dicembre.
39. ↑  Un senatore subentrante aderisce al gruppo Misto-MPA-AS durante il 2012: Filippo Maria Drago il 21 dicembre, in sostituzione di Nino Strano del gruppo Per il Terzo Polo:ApI-FLI.
40. ↑  Due senatori aderiscono al gruppo Misto-SGCMT durante il 2012. Abbandonando il gruppo Misto-NI: Lorenzo Bodega e Rosi Mauro il 17 aprile.
41. ↑  La componente Partecipazione Democratica (ParDem) si forma il 9 febbraio 2011 con un senatore proveniente dal gruppo Misto-NI.
42. ↑  Un senatore aderisce al gruppo Misto-ParDem durante il 2011. Abbandonando il gruppo Misto-NI: Giuseppe Astore il 9 febbraio.
43. ↑  Un senatore aderisce al gruppo Misto-P.R.I. durante il 2011. Abbandonando il gruppo Misto-NI: Antonio Del Pennino il 17 novembre.
44. ↑  Un senatore aderisce al gruppo Misto-MSA durante il 2012. Abbandonano il gruppo Misto-NI: Alberto Tedesco il 27 giugno.
45. ↑  Un senatore aderisce al gruppo Misto-DL durante il 2012. Abbandonando il gruppo IdV: Stefano Pedica il 21 novembre.
46. ↑  Un senatore aderisce al gruppo Misto-UDCON durante il 2012. Abbandonando il gruppo IdV: Elio Lannutti il 21 dicembre.
47. ↑  Un senatore aderisce al gruppo Misto-PP durante il 2012. Abbandonando il gruppo Misto-NI: Giacinto Boldrini il 13 dicembre.
48. ↑  Un senatore aderisce al gruppo Misto-LD durante il 2012. Abbandonando il gruppo CN:GS-SI-PID-IB-FI: Alberto Filippi il 19 dicembre.
49. ↑  Quattro senatori aderiscono al gruppo Misto-ApI durante il 2009. Abbandonando il gruppo PD: Claudio Gustavino e Francesco Rutelli l'11 novembre, Franco Bruno il 21 dicembre. Abbandonando il gruppo IdV: Giacinto Russo il 24 novembre.
50. ↑  Un senatore aderisce al gruppo Misto-ApI durante il 2010. Abbandonando il gruppo PD: Riccardo Milana il 21 dicembre. Un senatore abbandona il gruppo Misto-ApI durante il 2010. Aderisce al gruppo UDC-SVP-Aut:UV-MAIE-IS-MRE: Claudio Gustavino il 29 agosto.
51. ↑  Due senatori aderiscono al gruppo Misto-ApI durante il 2011. Abbandonando il gruppo PD: Emanuela Baio Dossi il 15 febbraio, Claudio Molinari il 22 febbraio. Sei senatori abbandonano il gruppo Misto-ApI durante il 2011. Aderiscono al gruppo Per il Terzo Polo:ApI-FLI: Emanuela Baio Dossi, Franco Bruno, Riccardo Milana, Claudio Molinari, Giacinto Russo e Francesco Rutelli il 13 luglio.
52. ↑  X senatori aderisco al gruppo Misto-Verso Nord durante il 2010. Abbandonando il gruppo Misto-NI: Maurizio Fistarol il 22 dicembre.
53. ↑  Un senatore abbandona il gruppo Misto-Verso Nord durante il 2011. Aderisce al gruppo UDC-SVP-Aut:UV-MAIE-IS-MRE: Maurizio Fistarol il 23 febbraio.
54. ↑  Sei senatori aderiscono al gruppo Misto-FLI durante il 2011. Abbandonando il gruppo FLI: Mario Baldassarri, Barbara Contini, Candido De Angelis, Egidio Digilio, Maria Ida Germontani e Giuseppe Valditara il 2 marzo. Sei senatori abbandonano il gruppo Misto-FLI durante il 2011. Aderiscono al gruppo Per il Terzo Polo:ApI-FLI: Mario Baldassarri, Barbara Contini, Candido De Angelis, Egidio Digilio, Maria Ida Germontani e Giuseppe Valditara il 13 luglio.
55. ↑  Una senatrice subentrante aderisce al gruppo Misto-PID durante il 2011: Maria Giuseppa Castiglione il 3 febbraio, in sostituzione di Salvatore Cuffaro del gruppo UDC-SVP-Aut:UV-MAIE-IS-MRE. Una senatrice abbandona il gruppo Misto-PID durante il 2011. Aderisce al gruppo CN: Maria Giuseppa Castiglione il 1º marzo.
56. ↑  Una senatrice aderisce al gruppo Misto-IS durante il 2009. Abbandonando il gruppo PdL: Adriana Poli Bortone l'11 giugno. Una senatrice abbandona il gruppo Misto-IS durante il 2009. Aderisce al gruppo UDC-SVP-Aut: Adriana Poli Bortone il 7 ottobre.

#### Modifiche nella nomenclatura dei gruppi parlamentari
1. ↑  Il gruppo UDC, SVP e Autonomie (UDC-SVP-Aut) cambia nome in UDC,SVP,Io Sud e Autonomie (UDC-SVP-IS-Aut) il 9 febbraio 2010. Il gruppo cambia nome in Unione di Centro, SVP e Autonomie (Union Valdôtaine, MAIE, Io Sud, Movimento Repubblicani Europei) (UDC-SVP-Aut:UV-MAIE-Io Sud-MRE) il 5 maggio 2010. Il gruppo cambia nome in Unione di Centro, SVP e Autonomie (Unione Valdôtaine, MAIE, Verso Nord, Movimento Repubblicani Europei) (UDC-SVP-Aut:UV-MAIE-VN-MRE) il 3 marzo 2011. Il gruppo cambia nome in Unione di Centro, SVP e Autonomie (UnioneValdôtaine, MAIE, VersoNord, Movimento Repubblicani Europei, Partito Liberale Italiano) (UDC-SVP-AUT:UV-MAIE-VN-MRE-PLI) il 10 maggio 2011. Il gruppo cambia nome in Unione di Centro, SVP e Autonomie (Union Valdôtaine, MAIE, Verso Nord, Movimento Repubblicani Europei, Partito Liberale Italiano, Partito Socialista Italiano) (UDC-SVP-AUT:UV-MAIE-VN-MRE-PLI-PSI) il 10 novembre 2011.
2. ↑  Il gruppo Coesione Naziona (CN) si forma il 2 marzo 2011 con quattro senatori aderenti provenienti dal gruppo PdL, tre senatori aderenti provenienti dal gruppo FLI, una senatrice aderente proveniente dal gruppo UDC-SVP-Aut:UV-MAIE-IS-MRE, un senatore aderente proveniente dal gruppo Misto-NI e una senatrice aderente proveniente dal gruppo Misto-PID. Il gruppo cambia nome in Coesione Nazionale - Io Sud (CN-Io Sud) il 7 aprile 2011. Il gruppo cambia nome in Coesione Nazionale-Io Sud-Forza del Sud (CN-Io Sud-FS) il 27 luglio 2011. Il gruppo cambia nome in Coesione Nazionale (Grande Sud-SI-PID-Il Buongoverno) (CN:GS-SI-PID-IB) il 25 gennaio 2012. Il gruppo cambia nome in Coesione Nazionale (Grande Sud-SI-PID-Il Buongoverno-FI) (CN:GS-SI-PID-IB-FI) il 21 febbraio 2012. Il gruppo cambia nome in Coesione Nazionale (Grande Sud-Sì Sindaci-Popolari d'Italia Domani-Il Buongoverno-Fare Italia) (CN:GS-SI-PID-IB-FI) il 24 febbraio 2012.
3. ↑  Il gruppo Per il Terzo Polo (ApI-FLI) (Per il Terzo Polo:ApI-FLI) si costituisce il 14 luglio 2011 con sei senatori aderenti provenienti dal gruppo Misto-FLI e cinque senatori aderenti provenienti dal gruppo Misto-ApI. Il gruppo cambia nome in Per il Terzo Polo (ApI-FLI-Centro Democratico) (Per il Terzo Polo:ApI-FLI-CD) il 20 dicembre 2012.
4. ↑  Il gruppo Centrodestra Nazionale (CDN) si forma il 20 dicembre 2012 con dieci senatori aderenti provenienti dal gruppo PdL

Il gruppo cambia nome in Fratelli d'Italia - Centrodestra Nazionale (FDI-CDN) il 21 dicembre 2012.
5. ↑  Il gruppo Futuro e Libertà (FLI) si forma il 2 agosto 2010 con dieci senatori aderenti provenienti dal gruppo PdL. Il gruppo cessa il 1º marzo 2011.
6. ↑  La componente MPA-Movimento per l'Autonomia (MPA) si forma il 10 giugno 2008 con due senatori aderenti provenienti dal gruppo Misto-NI. La componente cambia nome in MPA-Movimento per le Autonomie-Alleati per il Sud (MPA-AS) il 15 luglio 2009.
7. ↑  La componente SIAMO GENTE COMUNE Movimento Territoriale (SGCMT) si forma l'8 maggio 2012 con due senatori aderenti provenienti dal gruppo Misto-NI.
8. ↑  La componente Partito Repubblicano Italiano (P.R.I.) si forma il 17 novembre 2011 con un senatore aderente subentrante.
9. ↑  La componente Movimento dei Socialisti Autonomisti (MSA) si forma il 27 giugno 2012 con un senatore aderente proveniente dal gruppo Misto-NI.
10. ↑  La componente Diritti e Libertà (DL) si forma il 22 novembre 2012 con un senatore aderente proveniente dal gruppo IdV.
11. ↑  La componente Unione Democratica per i consumatori (UD-Consum) muta sigla in UDCON il 21 dicembre 2012.
12. ↑  La componente Partito Pensionati (PP) si forma il 13 dicembre 2012 con un senatore aderente proveniente dal gruppo Misto-NI.
13. ↑  La componente La Destra (LD) si forma il 19 dicembre 2012 con un senatore aderente proveniente dal gruppo Misto-NI.
14. ↑  La componente Alleanza per l'Italia (ApI) si forma l'11 novembre 2009 con due senatori aderenti provenienti dal gruppo PD. La componente cessa il 20 dicembre 2012.
15. ↑  La componente Verso Nord si forma il 22 dicembre 2010 con un senatore aderente proveniente dal gruppo Misto-NI. La componente cessa il 23 febbraio 2011.
16. ↑  La componente Futuro e Libertà per l'Italia (FLI) si forma l'8 marzo 2011 con sei senatori aderenti provenienti dal gruppo FLI. La componente cessa il 14 luglio 2011.
17. ↑  La componente I Popolari d'Italia domani (PID) si forma il 9 febbraio 2011 con una senatrice aderente. La componente cessa il 1º marzo 2011.
18. ↑  La componente Io Sud (IS) si forma l'11 giugno 2009 con una senatrice aderente proveniente dal gruppo PdL. La componente cessa il 7 ottobre 2009.